# 三菱Delica
三菱Delica（日語：三菱・デリカ）為日本三菱汽車開發生產的平頭式（cab over the engine，駕駛室位於引擎上方，故車頭是平的）商用車，臺灣中華汽車工業稱之為三菱/中華得利卡，中國東南汽車叫做東南得利卡。
本條目記述的是商用的廂型車、貨車等車型，至於其他類似車名或衍生車種請參考以下條目：
- 三菱Delica Star Wagon
- 三菱Delica Space Gear
- 三菱Delica Cargo
- 三菱Delica D:5
- 三菱Delica D:3
- 三菱Delica D:2
- 三菱Delica Mini

## 概要
三菱汽車以馬自達Bongo為對手，自1968年起開始生產，其名稱取自英文的「delivery car」；外銷車名稱作三菱L300。
除了商用車的用途之外，也有設定成乘用車的「三菱Delica Coach」或「三菱Delica Star Wagon」。1994年登場的乘用車型三菱Delica Space Gear則正式與商用車型分道揚鑣，2011年以降，三菱汽車統一了將內銷的廂型乘用車命名為「Delica」的方針，除了自製的三菱Delica D:5以外，還有其他車廠換牌生產的三菱Delica D:2、三菱Delica D:3等。
1999年起三菱汽車將Delica改成委託其他車廠換牌生產，直到2019年停止銷售，Delica車系在日本商用車領域徹底消失。在2007年7月豐田汽車暫停生產豐田LiteAce和豐田TownAce兩款商用車，至同年12月重新開賣的5個月期間，此級距的商用車市場由馬自達Bongo寡占，因為日產Vanette和三菱Delica都是由馬自達换牌生產，故三款兄弟車被當地消費者合稱「Bongo三兄弟」。雖然自家生產的Delica直到2013年停止外銷，但目前菲律賓、印尼仍在當地繼續生產第二代（車名為三菱L300），臺灣中華汽車、中國東南汽車仍在當地生產第三代。

## 歷史

### 第一代（1968年-1979年）
1968年 - 7月1日原廠正式推出第一代Delica雙門平頭式卡車，動力心臟為1,088c.c.直列四缸OHV KE44型引擎，搭配四速手排變速箱可搾出最大馬力58ps / 6,000rpm，車斗可載重600公斤，可乘坐3人的車室亦為同級車首創。
1969年 - 4月推出三門平頭式廂型貨車，分成「Delica Light Van」、「Delica Route Van」、「Delica Coach」等三種車型，其中「Delica Coach」乘用車型具有三排座椅，最多可搭乘9人。
1971年 - 10月將動力來源改成1.4L直列四缸OHV 4G41型引擎，搭配四速手排變速箱可輸出最大馬力86ps。載貨容積提升至750公斤，故改稱「三菱Delica 75」系列。廂型車的尾燈從後擋玻璃下方橫置式改成兩側縱置式。
1972年 - 原廠推出車頂可向上掀起的開頂車型「Delica 75 Camping Van」，創下日本車壇首例，並具備床鋪、水槽等露營設備。
1973年 - 三菱汽車在印尼合資的PT Krama Yudha Ratu Motor將第一代Delica國產化，稱之為「三菱Colt T100」。該車款在當地市場相當暢銷，等同於廂型車的代名詞。
同年12月12日由臺灣裕隆汽車嚴慶齡成立的中華汽車工業楊梅廠落成，並開始下線生產第一代Delica，車名和東南亞市場一樣使用「中華Colt」，9人乘用車型則叫做「中華金馬」。
1974年 - 11月實施小改款，廢除三角車窗（但外銷版除外），改成四顆圓形頭燈、左右非對稱式保桿、方向燈上移至通風孔旁等。配置1.4L直列四缸OHV 4G41型引擎的車型叫做「Delica 1400」系列，另有經濟入門版的「Delica 1200」系列，搭載可輸出最大馬力70ps的1.2L直列四缸OHV 4G42型引擎。
1975年 - 印尼PT Krama Yudha Ratu Motor實施小改款，並將車名改成「三菱Colt T120」，直到1982年才停產。
同年12月為了對應昭和50年汽車廢氣排放標準（（日語）昭和50年排出ガス規制），1.4L直列四缸OHV 4G41型引擎的最大出力從86ps降至82ps；同時廢止「Delica Coach」乘用車型。
1976年 - 11月1.4L雙門平頭式卡車追加載重可達1公噸的版本，軸距也延長150mm。
1977年 - 11月大幅更動車身顏色，廂型車的後保桿改成左右一體式，且車牌位置從後保桿中央移到車尾門右下方，1.4L引擎的最大輸出又降至78ps，外銷版的三角車窗此時廢除。
1978年 - 臺灣中華汽車工業實行小改款，改成四顆圓形頭燈，配置1.4L直列四缸OHV 4G41型引擎。
1980年 - 希臘農用車輛製造商Record曾仿造第一代Delica小改款推出名為「GS 2000」的雙門平頭式卡車，車身以玻璃纖維打造，引擎採用法國標緻汽車的1.4L柴油引擎。

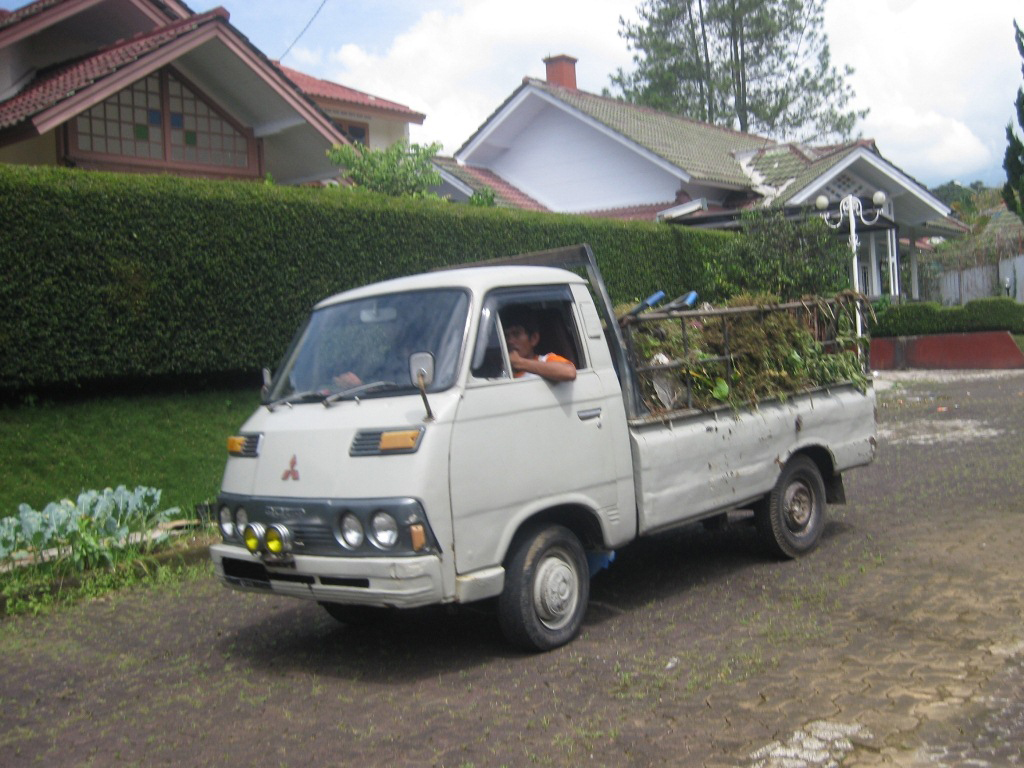
印尼的T120貨車
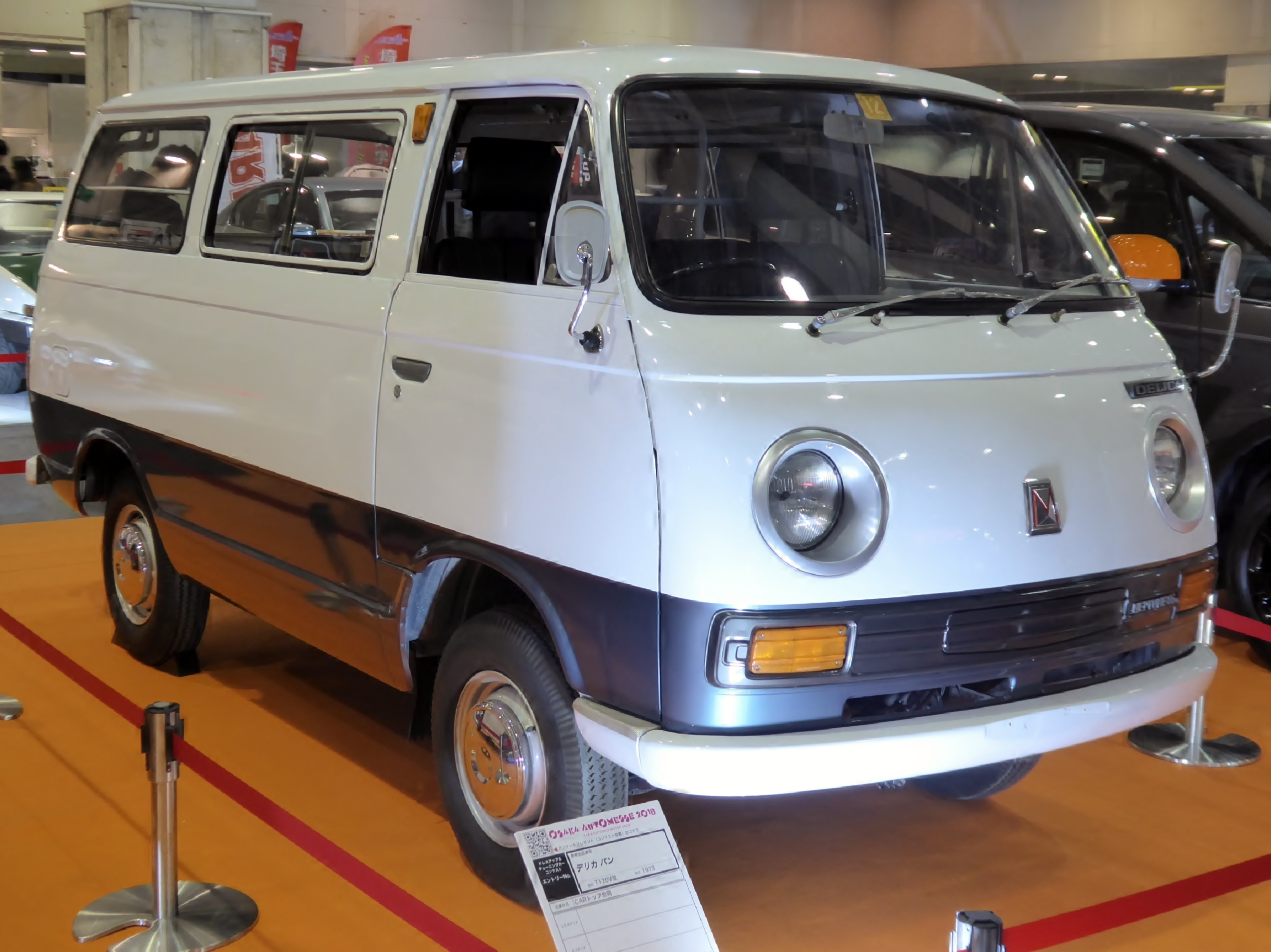
前期型車頭
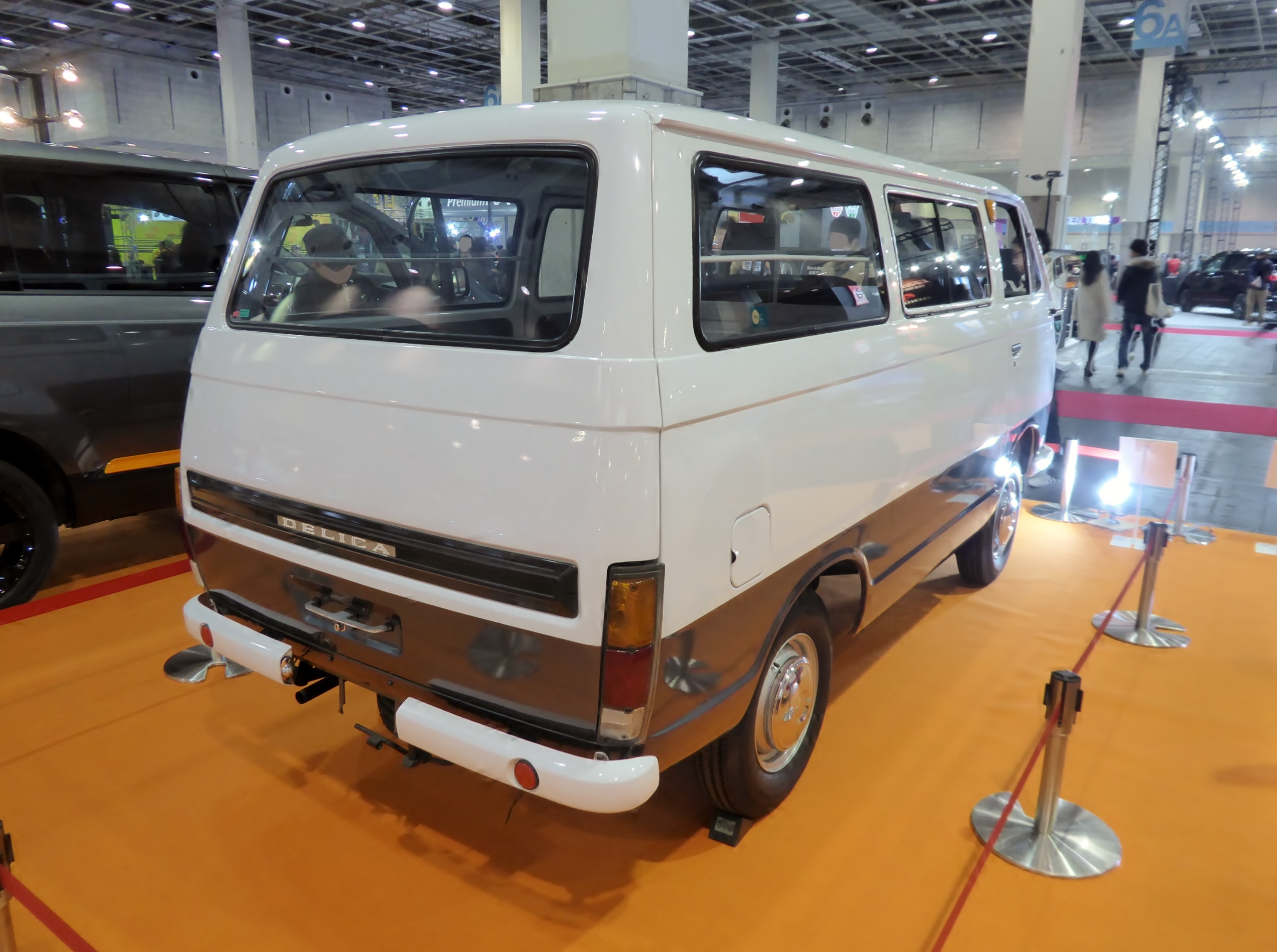
前期型車尾
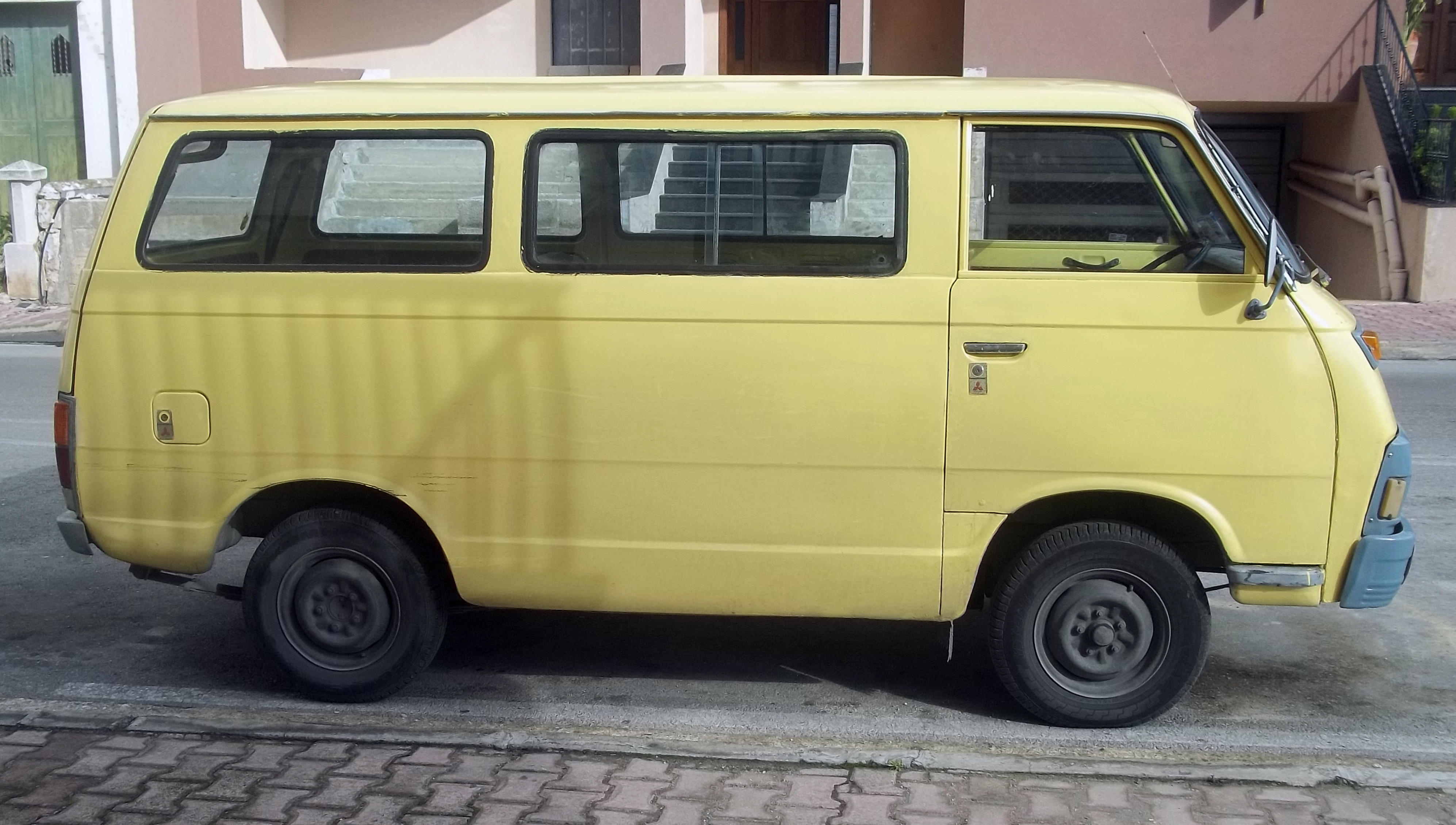
後期型車側
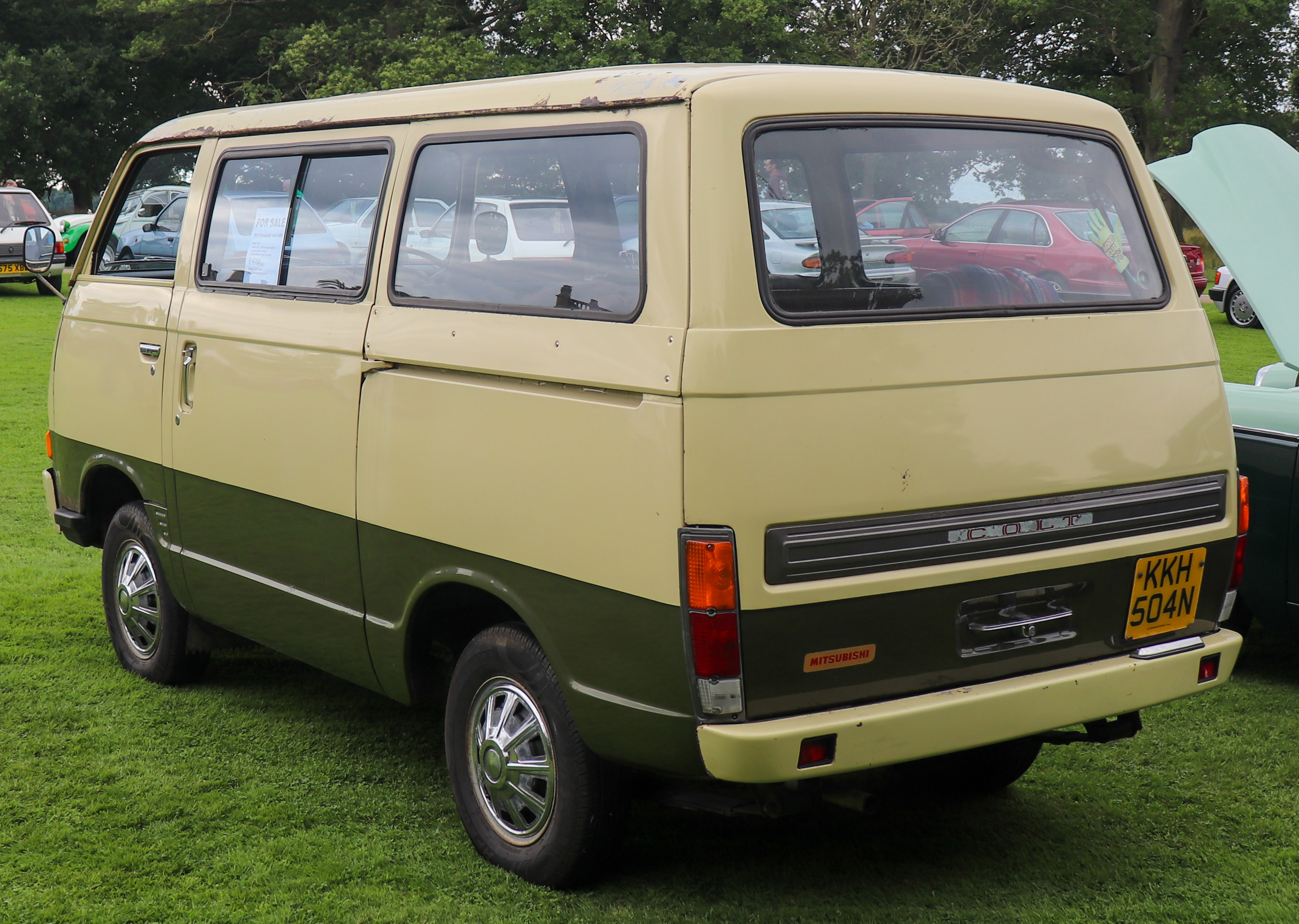
後期型車尾
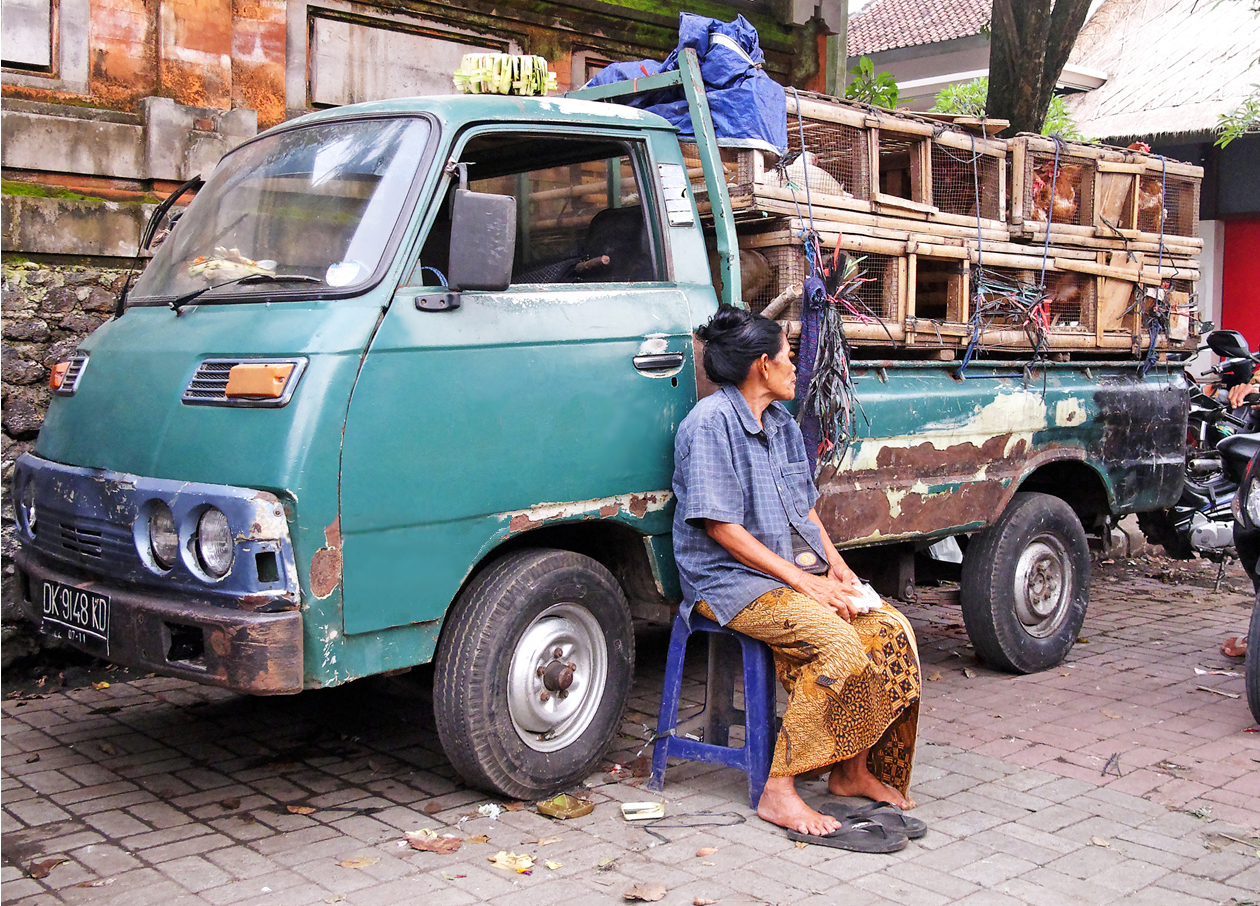

### 第二代SA/SB/SC/SD/SE系（1979-1994年）
1979年 - 6月大改款的第二代Delica正式在日本上市，外表修改成有稜有角的方正造型，並加大車身尺寸，同時具備雙門平頭式卡車、三門平頭式廂型貨車、三門平頭式高頂廂型貨車等三種車型。動力來源配置1.4L直列四缸SOHC 4G33型、1.6L直列四缸SOHC 4G32型等二具引擎，其中後者配合五速手排變速箱。此外，1975年廢止的「Delica Coach」乘用車型再度復活，改稱為「三菱Delica Star Wagon」。
1980年 - 繼4月12日澳洲克萊斯勒汽車（澳洲飛雅特克萊斯勒汽車前身）在阿德萊德車展上公開之後，同月14日「克萊斯勒L300 Express」正式在澳洲上市。同月三菱汽車入主澳洲克萊斯勒汽車，並於同年10月改組更名為澳洲三菱汽車，該車款遂更名為「三菱L300 Express」。因為市場上已有三菱L200 Express，僅發售貨車與8人座廂型車（即Delica Star Wagon）等二種車型；1.6L直列四缸SOHC 4G32型引擎搭配四速手排變速箱。
1981年 - 11月起印尼PT Krama Yudha Ratu Motor正式將第二代Delica國產化，稱之為「三菱Colt L300」，動力心臟為1.4L直列四缸SOHC 4G33型引擎，搭配四速手排變速箱。同月澳洲市場推出改良的SB系，以較大尺寸的輪圈組裝輻射層輪胎，故最大荷重從925公斤變成1,000公斤。同時新設「Deluxe」高頂車型，具備電動天窗與絨布座椅。
1982年 - 11月實行小改款，車頭的廠徽銘牌改用MMC標誌，追加一具1.8L直列四缸SOHC 4G62型引擎，且採用同級車首創的4WD佈局方式。另外追加搭載2.3L直列四缸SOHC 4D55型渦輪增壓柴油引擎的長軸車型，可加價選購的冷氣從吊掛式冷卻器改成加熱器組裝式。
同年12月澳洲市場也實施小改款，「Deluxe」車型更名成「Starwagon」，並換裝1.8L直列四缸SOHC 4G62型引擎，可選擇五速手排或三速自排變速箱。
1983年 - 3月澳洲的L300 Express進入改良的SC系，改成周圍具有鍍鉻飾條的方形頭燈，換上新設計的黑色保險桿，並重新調校前輪的懸吊系統。同年10月推出「4WD」車型，以1.8L直列四缸SOHC 4G62型引擎搭配五速手排變速箱。同年11月日本市場的廂型車與卡車的二顆圓形頭燈和Delica Star Wagon一樣改成方形。
1984年 - 10月澳洲推出改良的SD系，頭燈改以黑色飾條，「4WD」車型升級為2.0L直列四缸SOHC 4G63/G63B型引擎。同年印尼市場也實施小改款，二顆圓形頭燈改成方形，並換裝成馬力更強的1.6L直列四缸SOHC 4G32型引擎及2.3L直列四缸SOHC 4D55型渦輪增壓柴油引擎。
1986年 - 6月廂型車與Delica Star Wagon實施大改款，但卡車仍繼續生產。增加車頭飾件，並將柴油引擎升級為和第三代一樣的2.5L直列四缸SOHC 4D56型，追加2WD卡車後輪為雙邊皆單輪的車型。
同年12月，韓國現代汽車獲得三菱汽車的授權，開始下線生產更換廠徽銘牌的第二代現代Porter，但僅限卡車。車型區分成單廂雙門平頭式卡車、雙廂四門平頭式卡車等二種，變速箱系統為方向機柱式五速手動排檔，直到19901月實行部分改良時才將排檔桿從方向機柱移動到車室中央地板。與此同時，廂型車則以第三代Delica更換廠徽銘牌而成，稱之為「現代Grace」。
1987年 - 菲律賓三菱開始將第二代Delica國產化，命名為「三菱L300 Versa Van」。另外也有底盤車，以供消費者根據自身需求自行打造貨車廂體。同年印尼市場實行第二度小改款，車頭改成鍍鉻水箱罩附「MITSUBISHI」字樣。
1993年 - 3月5日現代Porter進行小改款，改成圓形大燈、現代Sonata 1991年式三幅式方向盤、與現代Grace相同的儀表板等，動力心臟改成2.5L直列四缸SOHC Cyclone D4BX型渦輪增壓柴油引擎（其實就是獲得授權製造的三菱4D56型引擎）。
1994年 - 第二代Delica卡車車型在日本正式停產，但菲律賓、印尼等地仍持續生產。
1997年 - 印度的馬璽達汽車獲得三菱汽車的授權在當地生產組裝「馬璽達Voyager」，雖然以第二代Delica為本，但外型設計稍做修飾，動力來源也換成由標緻汽車供應的2.5L直列四缸SOHC XD3P型柴油引擎，最大馬力76hp / 4,500rpm、扭力峰值15.3kg·m / 2,000rpm。可是由於高達525萬印度盧比的定價（比一輛像樣的轎車還貴）以及過於方正的車身，在市場上並不受到消費者的青睞，後來草草於2000年停售。
2010年 - 印尼五十鈴汽車以第二代Delica換裝自家的2.5L直列四缸SOHC 4JA1型柴油引擎，命名為「五十鈴Bison」。唯依據雙方協議，五十鈴Bison之售價高於三菱Colt L300。
2018年 - 4月三菱Colt L300改移至位於西爪哇省勿加泗縣芝卡朗的印尼三菱生產組裝；同年菲律賓市場受到當地實施歐盟四期汽車廢氣排放標準而宣告停產。
2019年 - 同年底換成符合菲律賓汽車廢氣排放標準的2.2L直列四缸DOHC 4N14型渦輪增壓柴油引擎之後，三菱L300重新上市。外觀上仍以第二代Delica為底，水箱罩換上雙橫幅鍍鉻飾條，原本平直的前保桿也多了一些曲線設計。

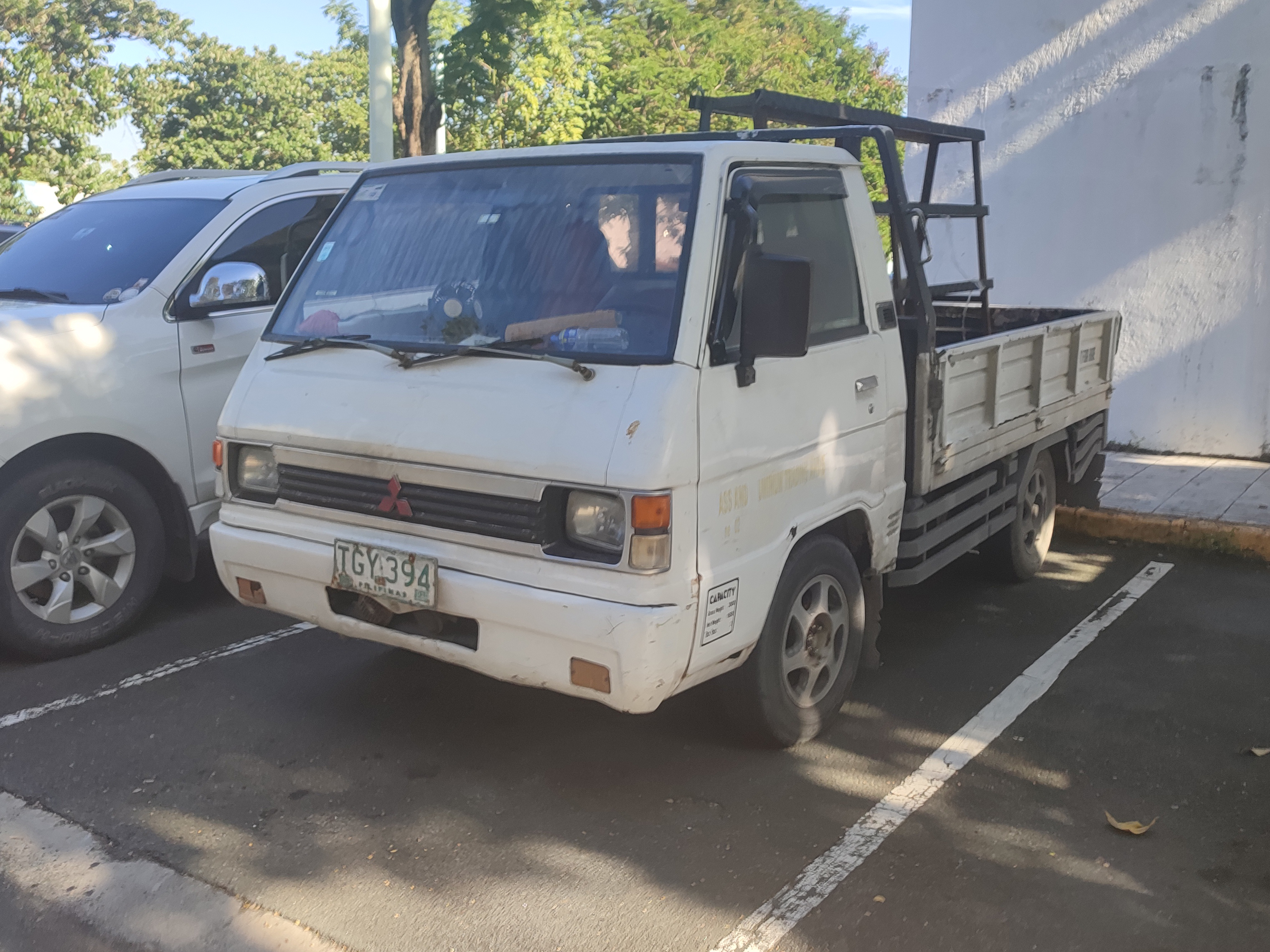
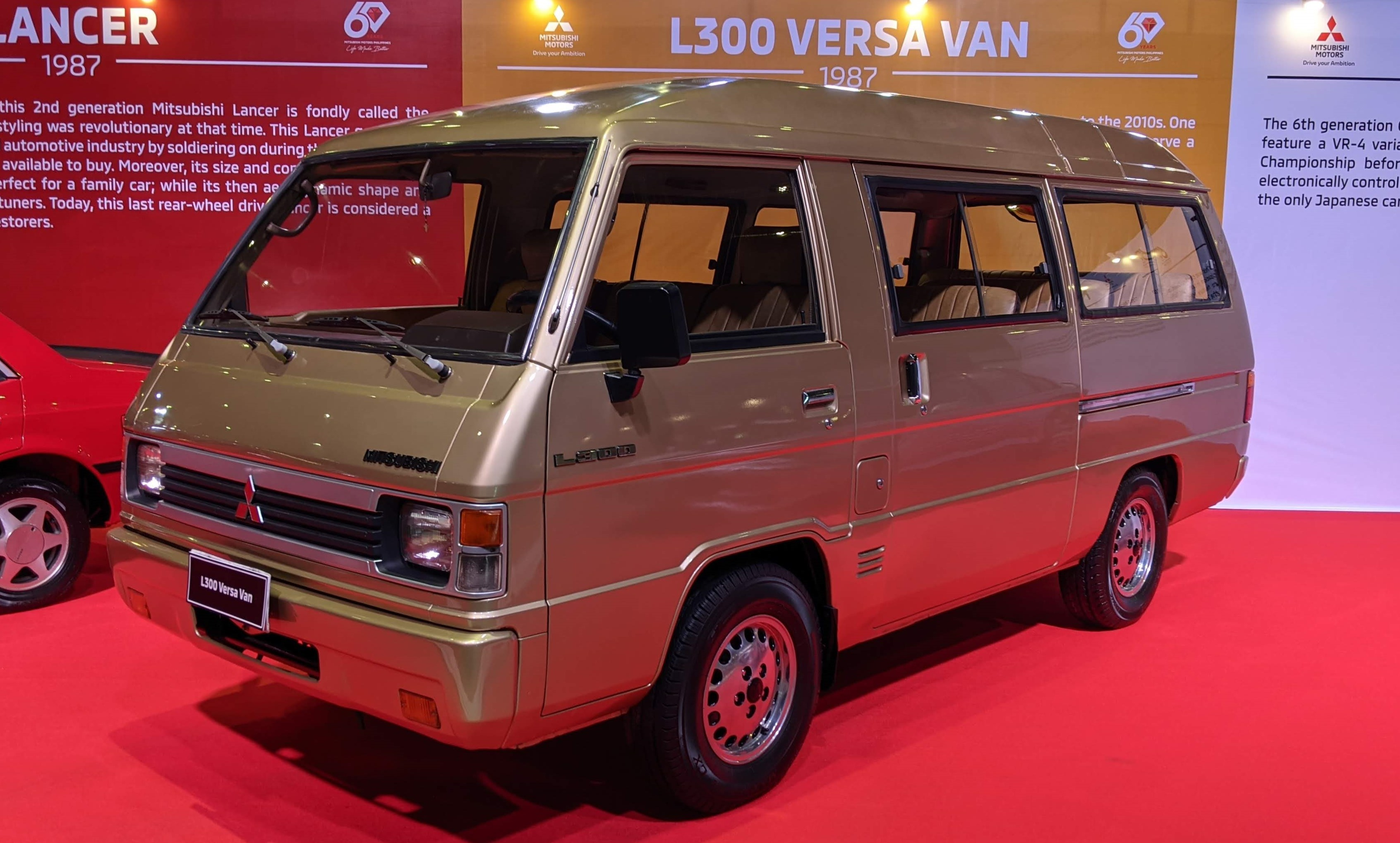
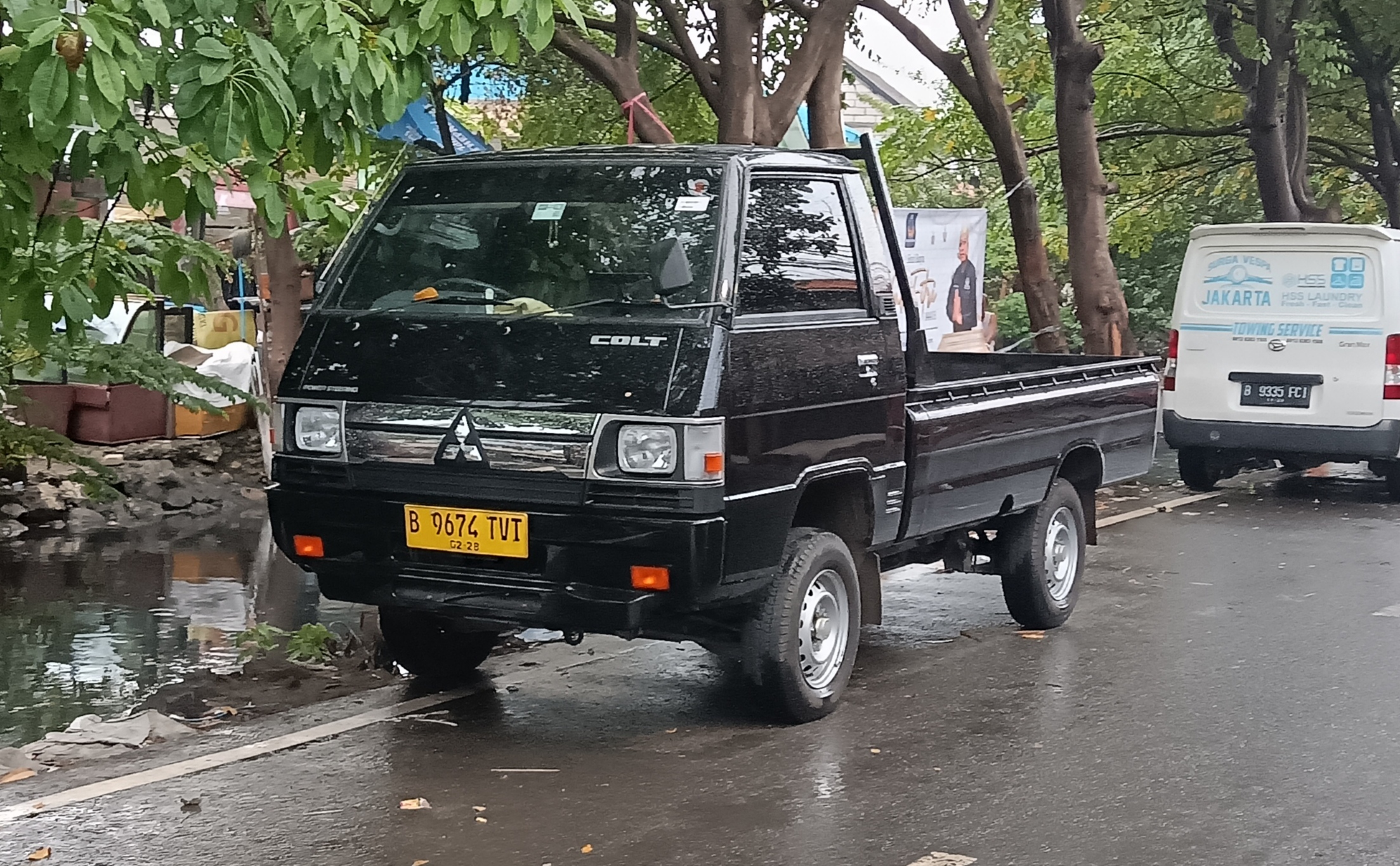
攝於印尼
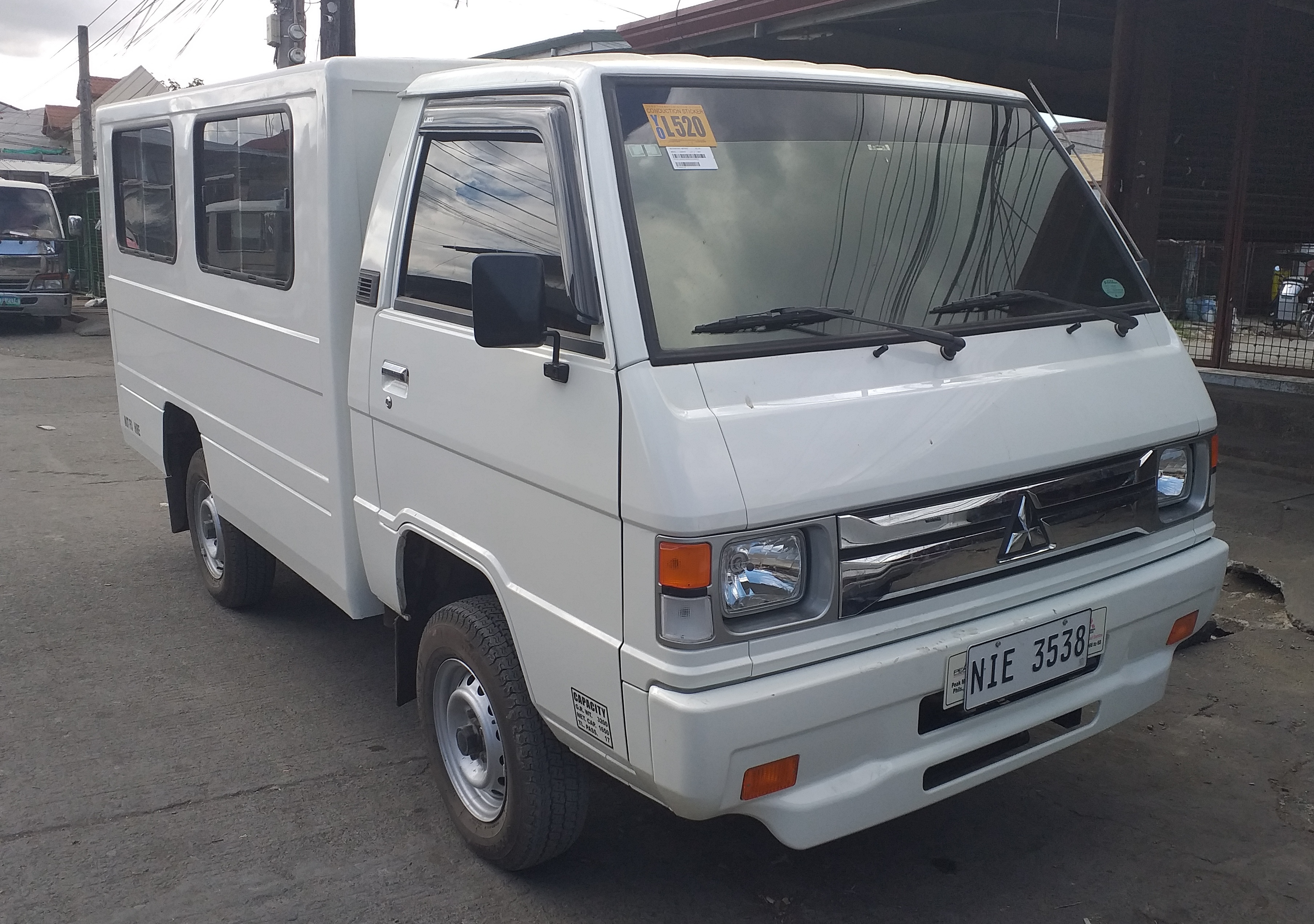
攝於菲律賓
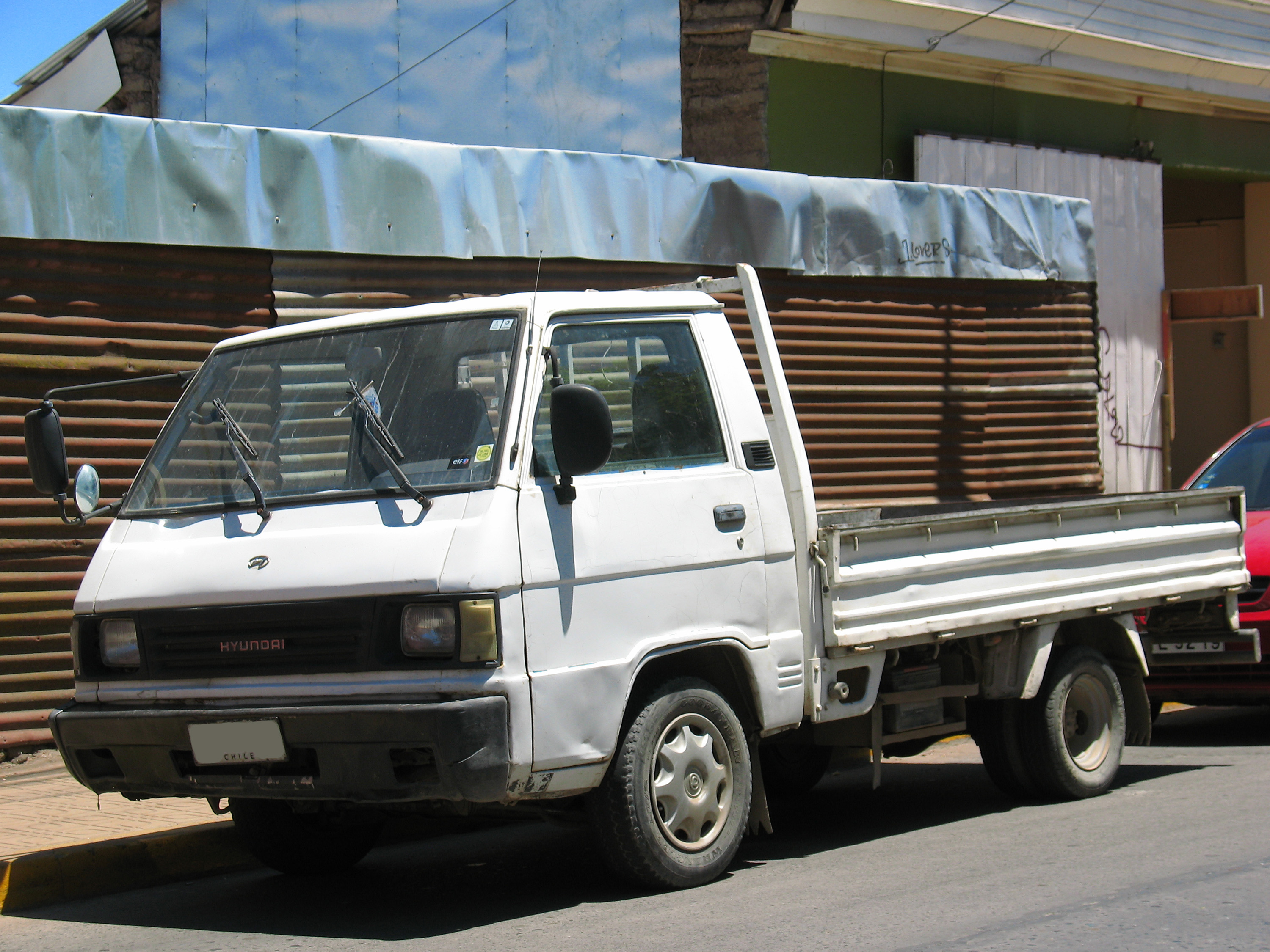
第二代現代Porter前期型

### 第三代SF/SG/SH/SJ系（1986年-1999年）
1986年 - 6月19日廂型車和乘用車Delica Star Wagon同步實施大改款，依軸距分成標準版與長軸版，依車頂分成平頂與高頂，雙側皆採滑動式車門。動力來源包含1.4L直列四缸SOHC 4G33型、1.6L直列四缸SOHC 4G32型、2.0L直列四缸SOHC G63B型以及2.5L直列四缸SOHC 4D56型渦輪增壓柴油引擎等四種引擎。
1988年 - 9月實行第一次小改款，4WD車型追加四速自排變速箱，全車系之車頭改回三枚紅色鑽石標誌。
1990年 - 9月第二度實施小改款，改為投射式大燈。
1994年 - 5月實行小改款，變更前保桿及方向燈的造型。雙門平頭式卡車終於從第二代的外觀換成第三代，然而長軸版的頭燈和Delica Star Wagon前期型一樣是方形四顆燈。
1997年 - 10月助手席安全氣囊可供加價選購。
1999年 - 11月日本市場正式停產，三菱自家生產的Delica至這一代為止，以後的新世代Delica則以其他對手車款换牌而成。
2013年 - 第三代Delica外銷版停產，目前全球僅剩臺灣中華汽車仍持續生產此代車型。

#### 獲獎紀錄
第三代Delica Star Wagon曾獲得1997年度優良設計獎。

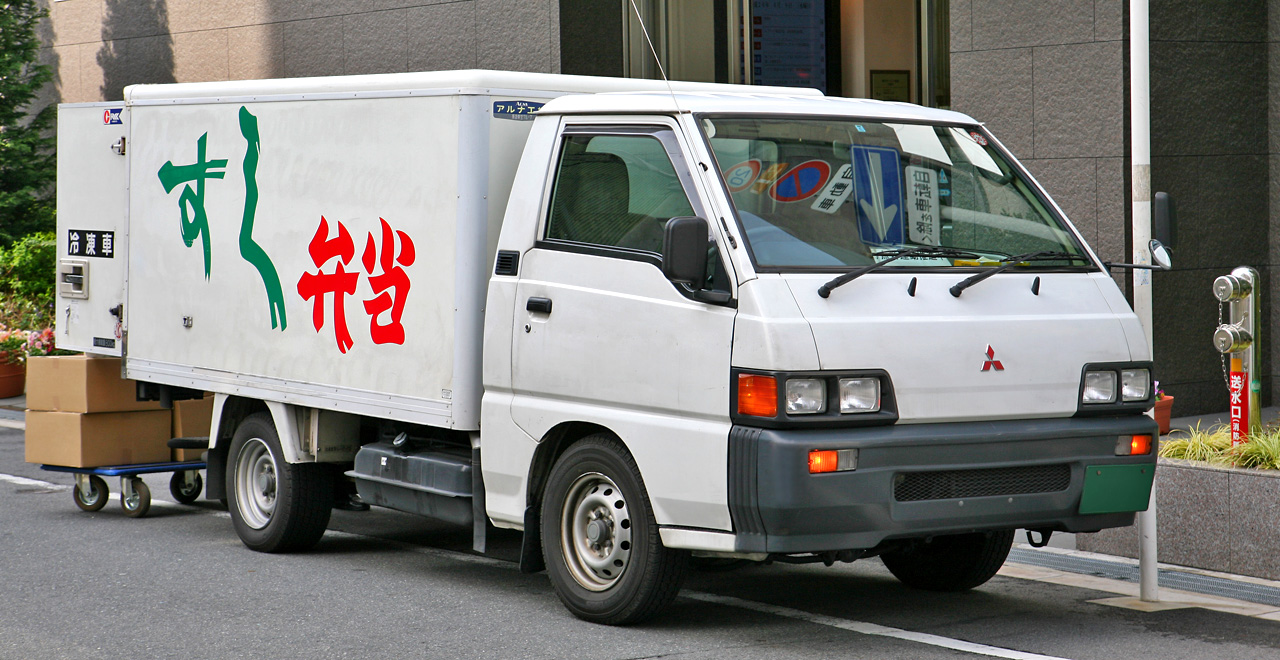
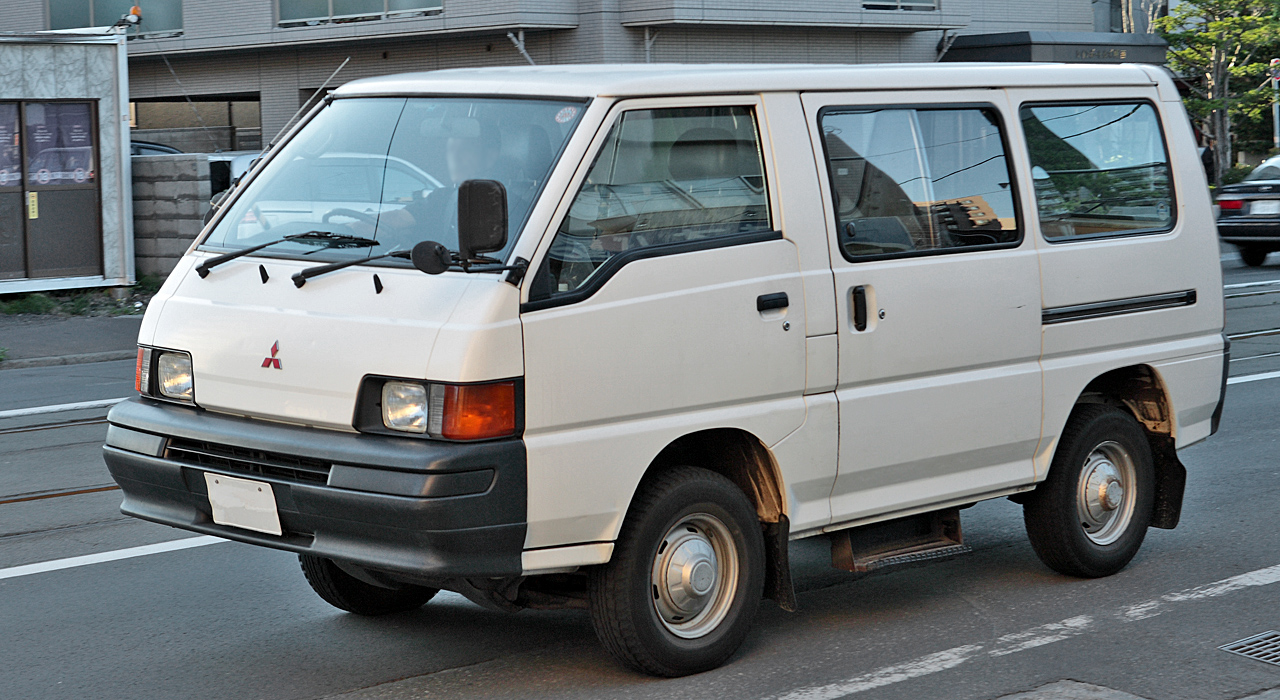

#### 臺灣中華得利卡
1992年 - 臺灣中華汽車工業正式將Delica國產化，分成廂型貨車、廂形乘用車（Delica Star Wagon）、卡車等三種。
1993年 - 實施小改款，車頭防撞桿改成蝴蝶型，車頭燈改為投射式，霧燈改為黃色。同時推出「綠視界得利卡」，具備五幕式天窗（即日規之水晶明亮車頂）、附有加力箱（英語：Transfer case）的4WD、2.5L直列四缸SOHC 4D56型渦輪增壓柴油引擎搭配四速自排變速箱、可前後移動及360度旋轉的第二排座椅、右單側滑門等配備。
1999年 - 由於2.5L直列四缸SOHC 4D56型渦輪增壓柴油引擎無法通過臺灣之汽車廢氣排放標準，改以2.4L直列四缸SOHC 4G64型引擎取代。
2003年 - 實施部分改良，改成橫柵式鍍鉻水箱罩、銀灰雙色車身、動力方向盤、單片吸入式CD音響等，全車系並加裝倒車雷達。
2007年 - 美國克萊斯勒集團與中華汽車工業經過一年多的磋商，並通過8萬公里耐久測試之後，終於在6月底完成最終品質確認，並於同年7月27日交付首批200輛以第三代Delica換牌的「道奇1000」商用廂型車，運往墨西哥市場銷售；截至同年底為止共接下2,400輛之訂單。
2012年 - 為了配合第三階段汽車安全法規，12月11日推出「Super Delica」。變更前保桿之造型並整合前霧燈，新增車尾附反光片的飾板及後霧燈，換成晶鑽式頭燈，頂級豪華車型具備電動後照鏡與倒車雷達，換裝新式方向盤、儀表板與支援MP3和WMA播放的CD音響。安全配備方面，雙側車門植入梯形雙Y字防撞鋼樑，並配置可根據載重量調整的荷重感知閥，自動控制後輪煞車液壓系統以防止後輪煞車鎖死之情況。客貨車配置行車電腦防盜裝置與遙控防盜中控門鎖，貨床車則配備了行車電腦防盜裝置。
2019年 - 9月10日再度實行小改款，換上內建日行燈的分離式頭燈組，儀表板導入新款行車資訊幕，方向盤採三幅多功能設計並新增巡航定速，改成絨布地毯、皮質座椅等。全車系搭載SCC智慧防護系統，包含 HSA陡坡起步輔助、TCL循跡防滑控制、ASC車身動態穩定控制系統、ARP主動式防止傾覆、ABS防鎖死煞車、EBD電子煞車力道分配、HBA煞車輔助系統、RAB預警式煞車等功能。廂型車標配二顆安全氣囊，且自排車型具有BSW盲區偵測警示及左右後方45度角來車警示等。為了因應第六期汽車廢氣排放標準，原2.4L直列四缸SOHC 4G64型引擎改成2.4L直列四缸SOHC 4G69型引擎，馬力提升15%、扭力提升6%，故最大馬力達133ps / 5,250rpm、扭力峰值達20.4kg·m / 2,500rpm，並以後輪驅動搭配新增的五速自排或六速手排變速箱。
2022年 - 10月推出以中華得利卡為基礎而發展的「中華堅兵P350 HYBRID」，以2.4L直列四缸SOHC 4G64型引擎搭配ISG整合式啟動馬達（Integrated Starter Generator之縮寫）而成。

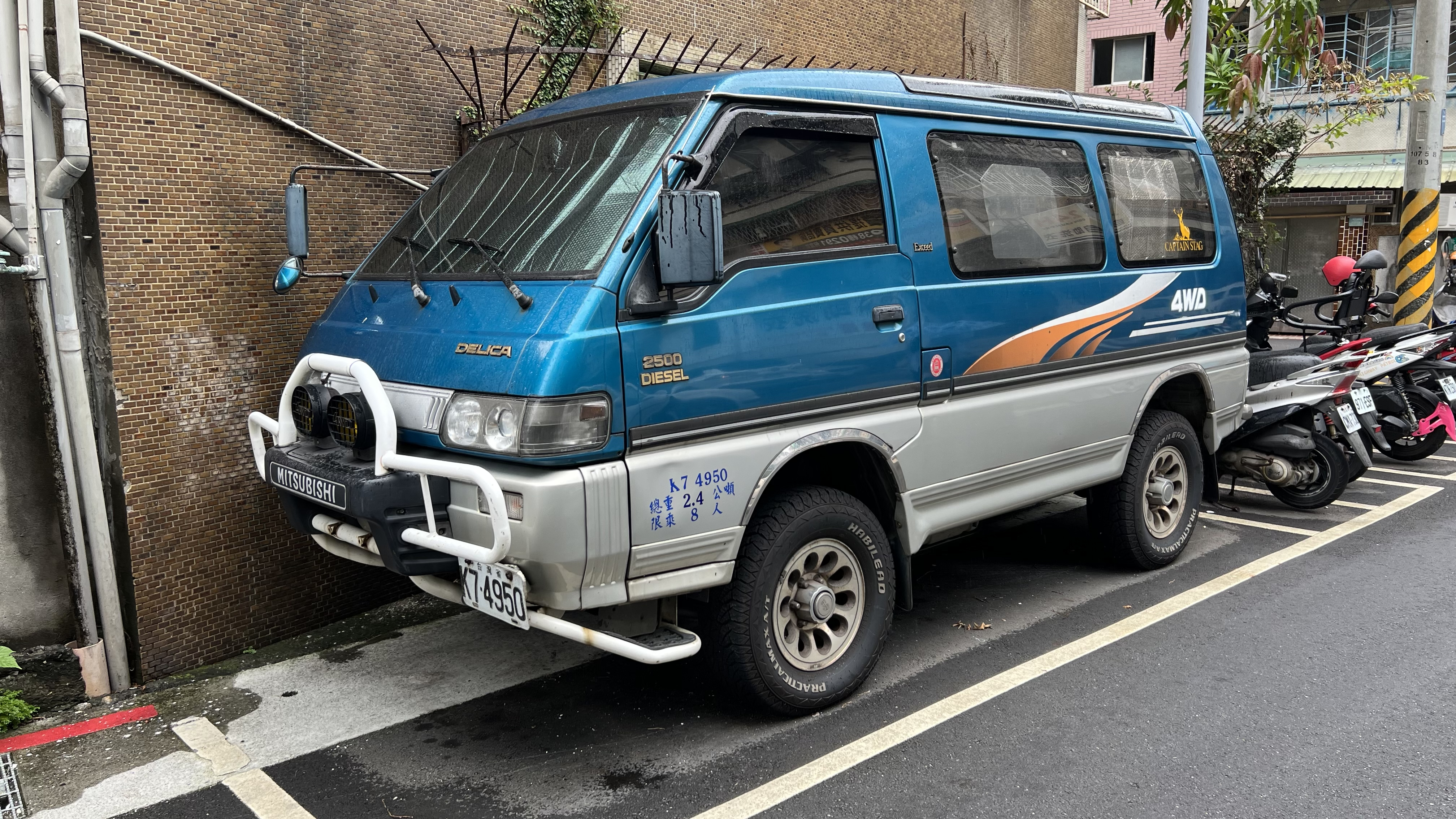
綠視界得利卡
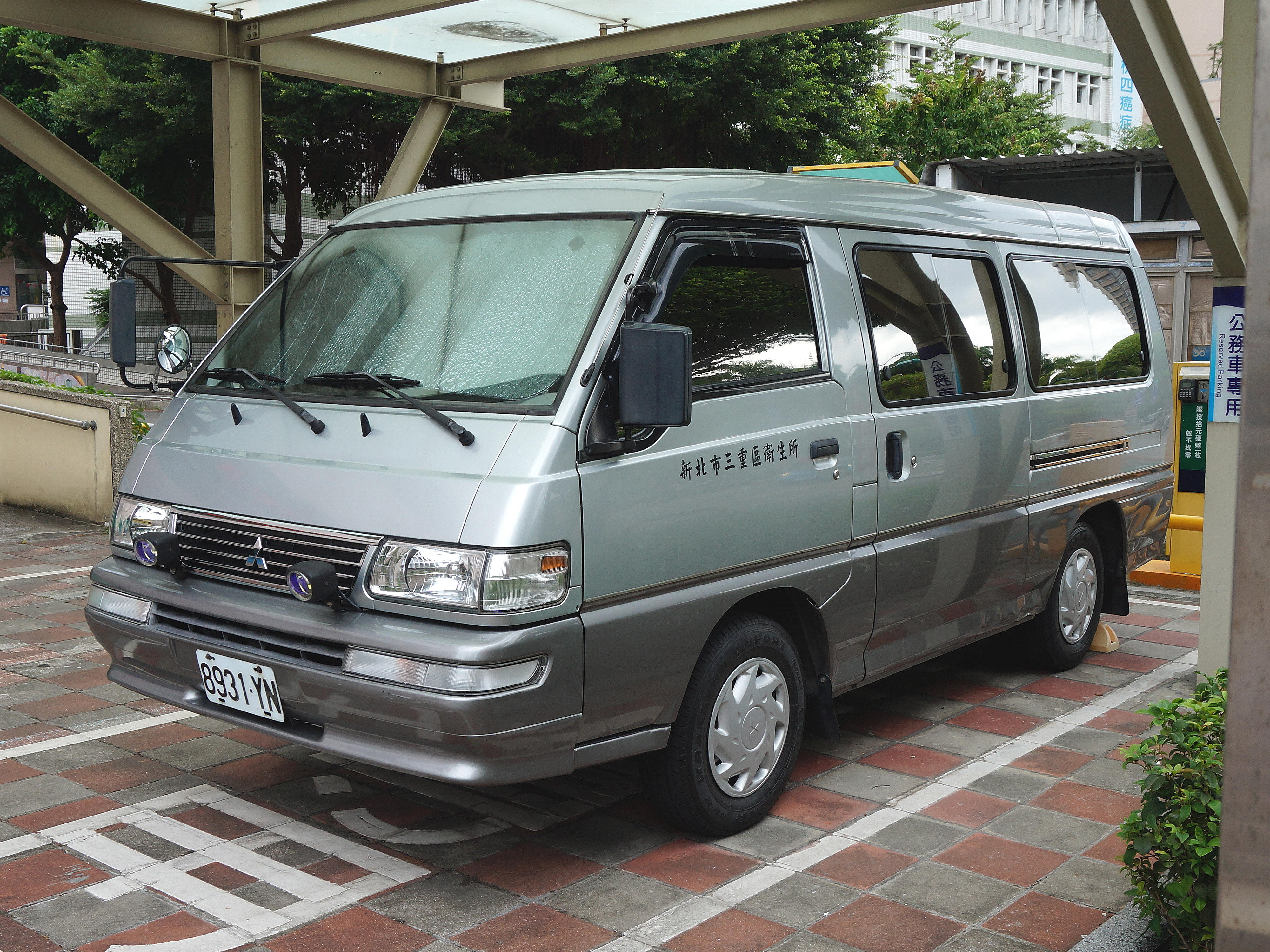
2003年部分改良版
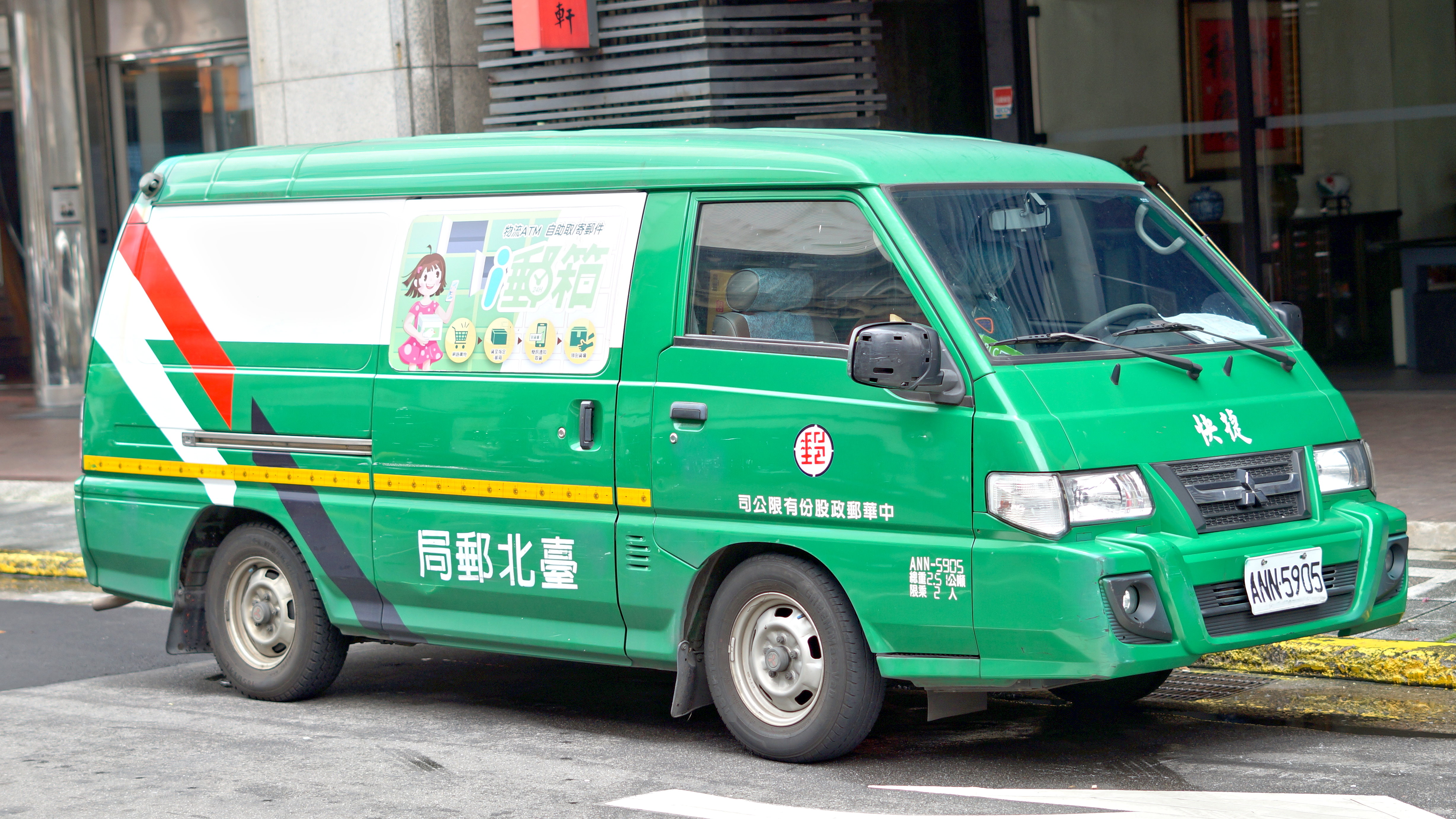
Super Delica車頭
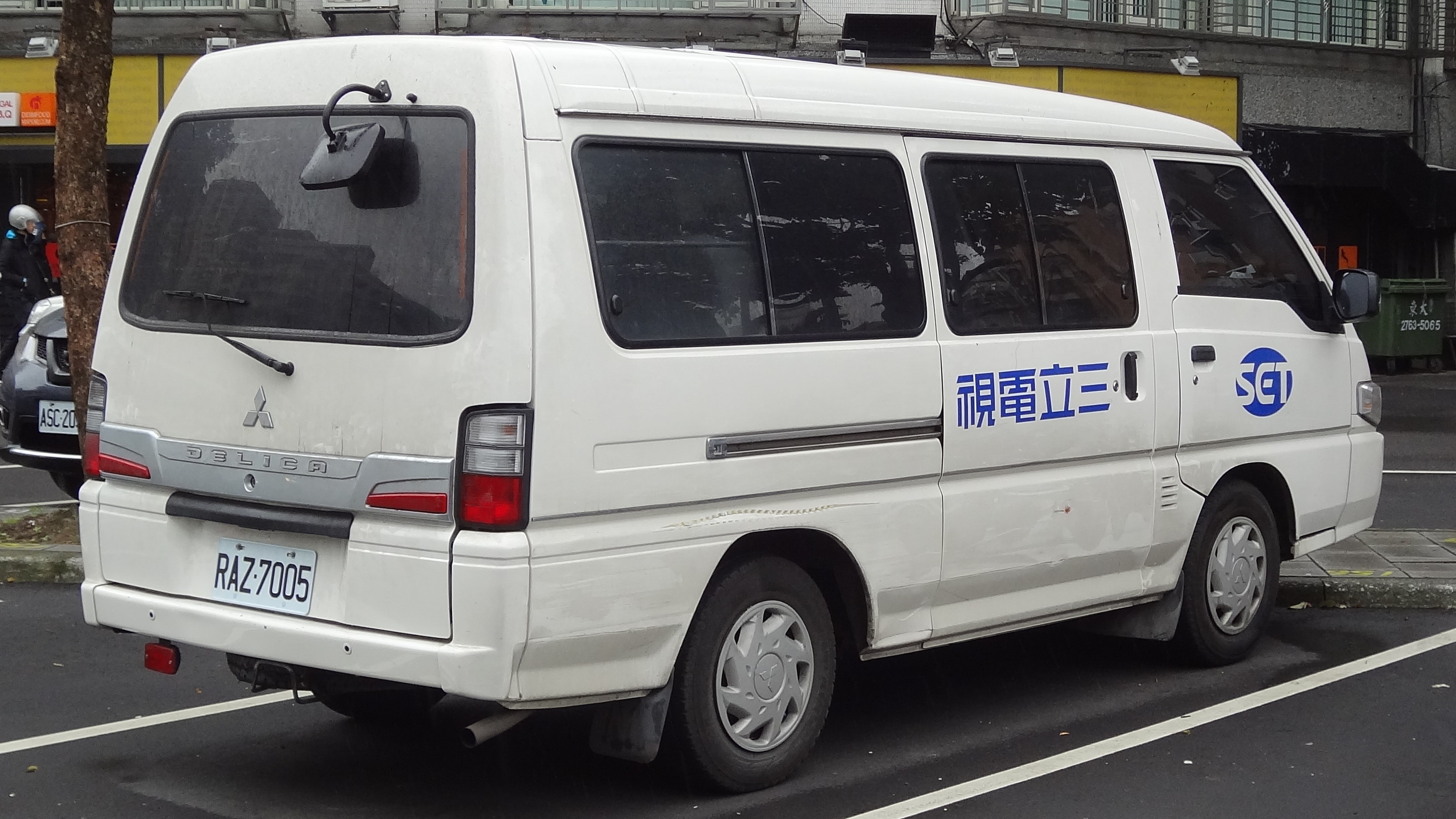
Super Delica車尾
2019年小改款
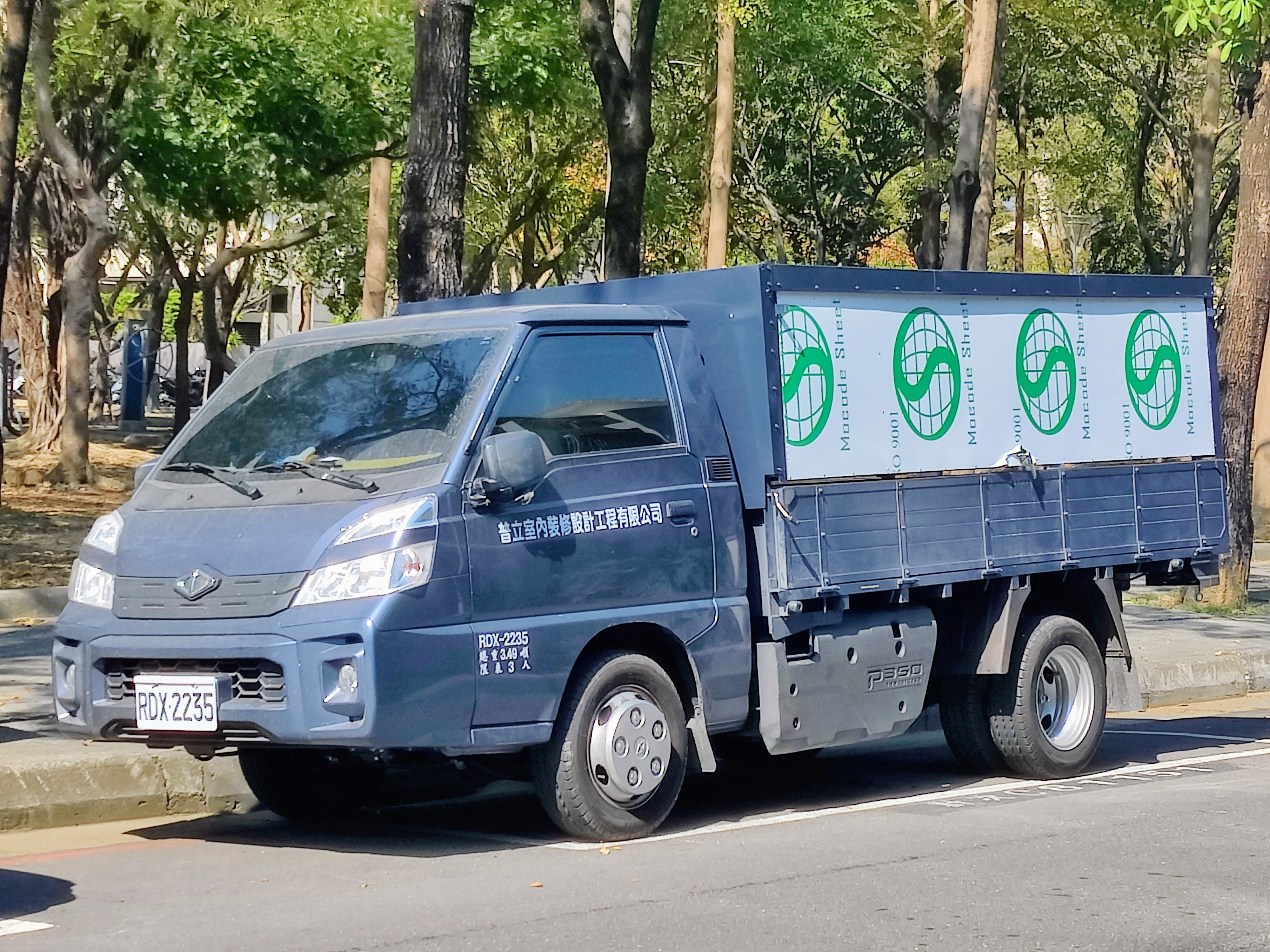
衍生車款中華堅兵P350 HYBRID

#### 中國東南得利卡
1995年 - 福汽集團與裕隆集團麾下中華汽車工業各出資50%，11月23日正式成立東南汽車。該公司打算國產化的第一個車款為得利卡，其原因有三：第一是基於市場需求、其次是當時中國車壇少有大型廂型車，尚屬藍海市場、第三則是股東中華汽車已經生產該車款多年，技術上沒有什麼困難。
1996年 - 7月下線投產第一輛東南得利卡，動力心臟擁有2.0L直列四缸SOHC 4G63型、2.4L直列四缸SOHC 4G64型、2.5L直列四缸SOHC 4D56型渦輪增壓柴油引擎等三種，只能配合五速手排變速箱。比起同級對手，東南得利卡擁有靈活的車室空間運用，第二排座椅可以360度旋轉，以及四輪驅動系統。
2007年 - 4月開幕的第十一屆上海國際汽車工業博覽會上，東南汽車展示小改款的東南得利卡，並於同年12月正式發售。除了改變車頭造型之外，重新調校2.0L直列四缸SOHC 4G63型引擎，使得中低轉速域的輸出更為平順。同時導入豪華商務車型，採2-3-2三排七人座之配置。
2010年 - 再度小改款，車頭進氣壩改成鍍鉻橫柵式。
2014年 - 正式停產。

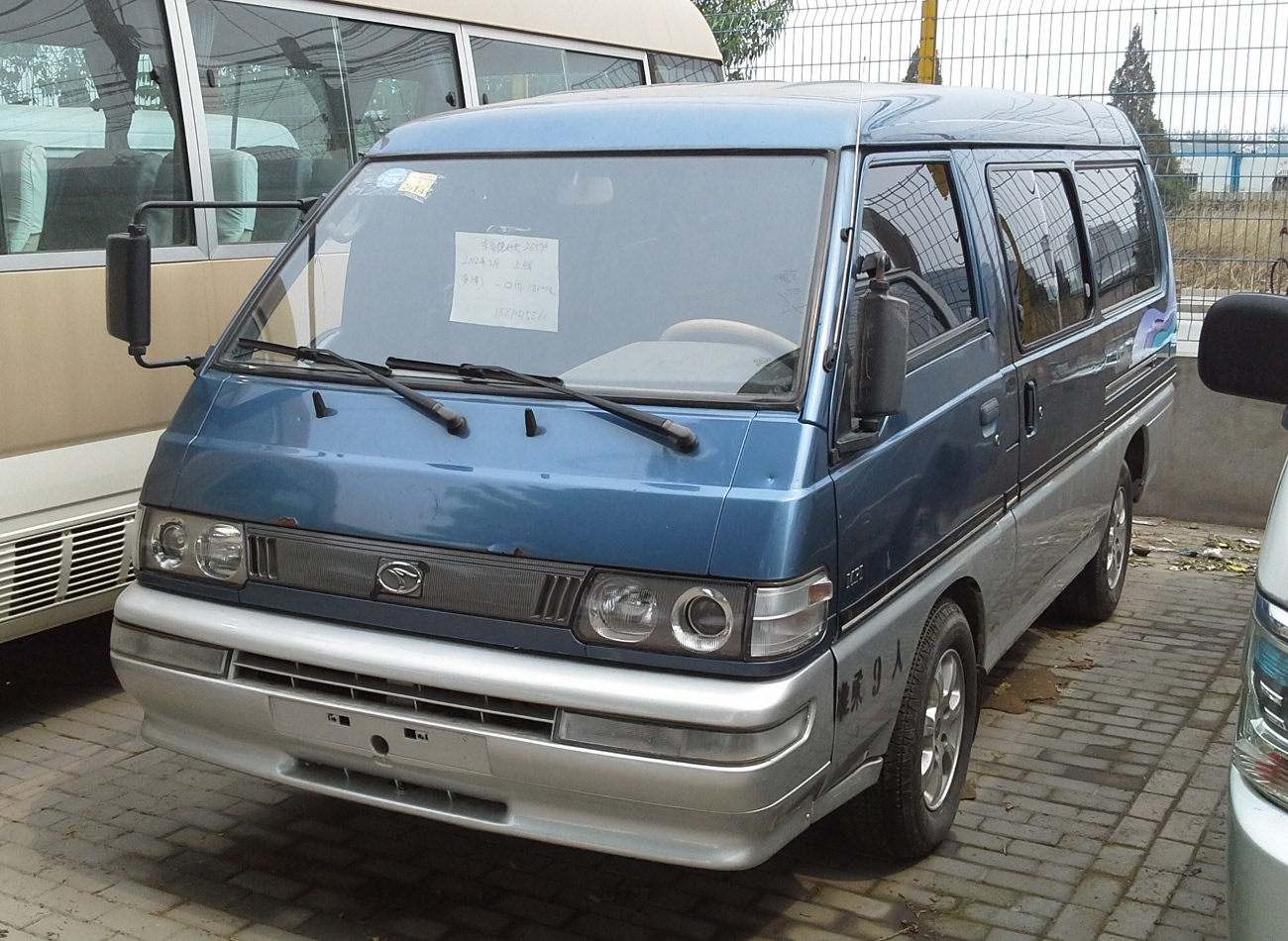
1996年車型
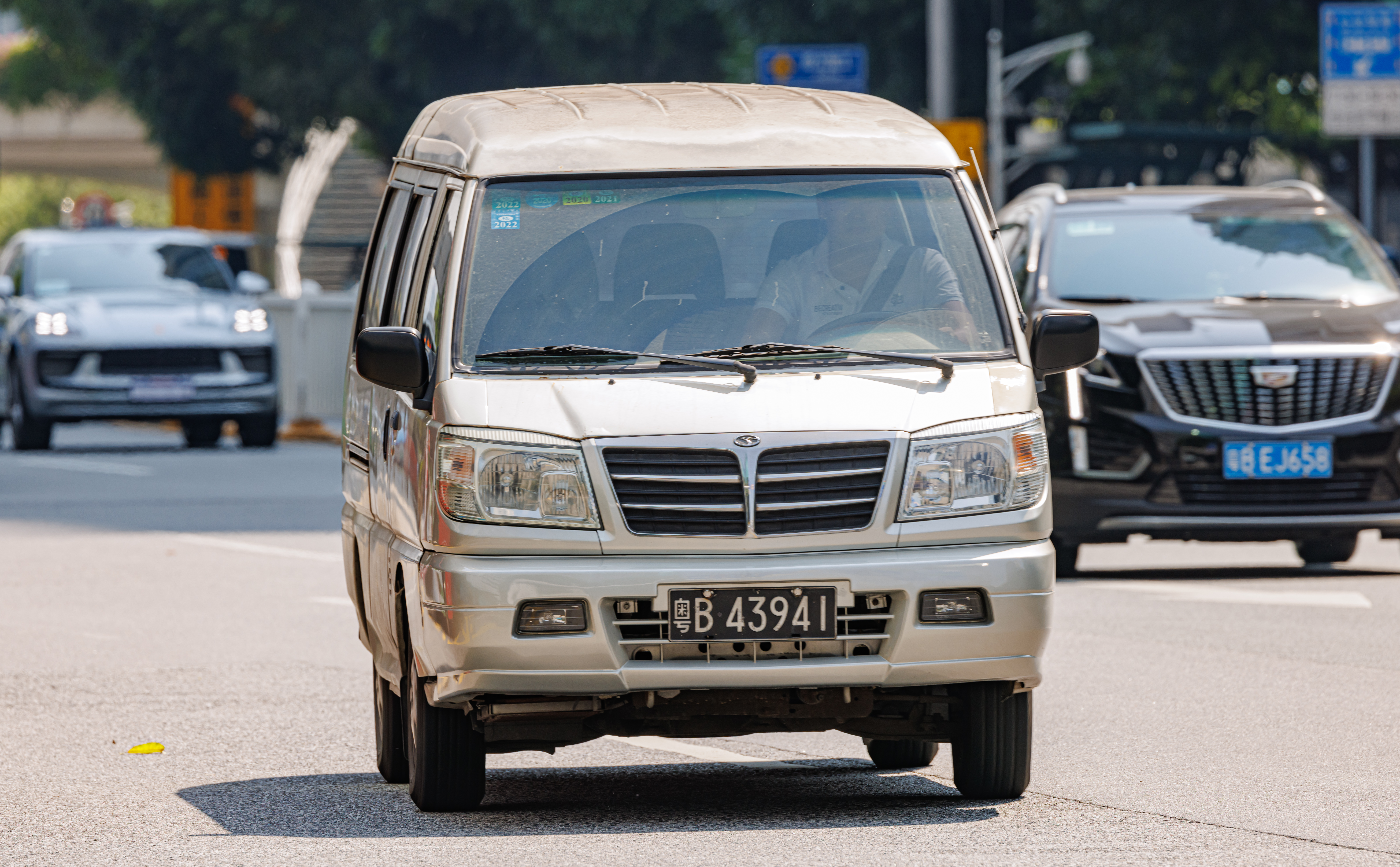
2007年小改款
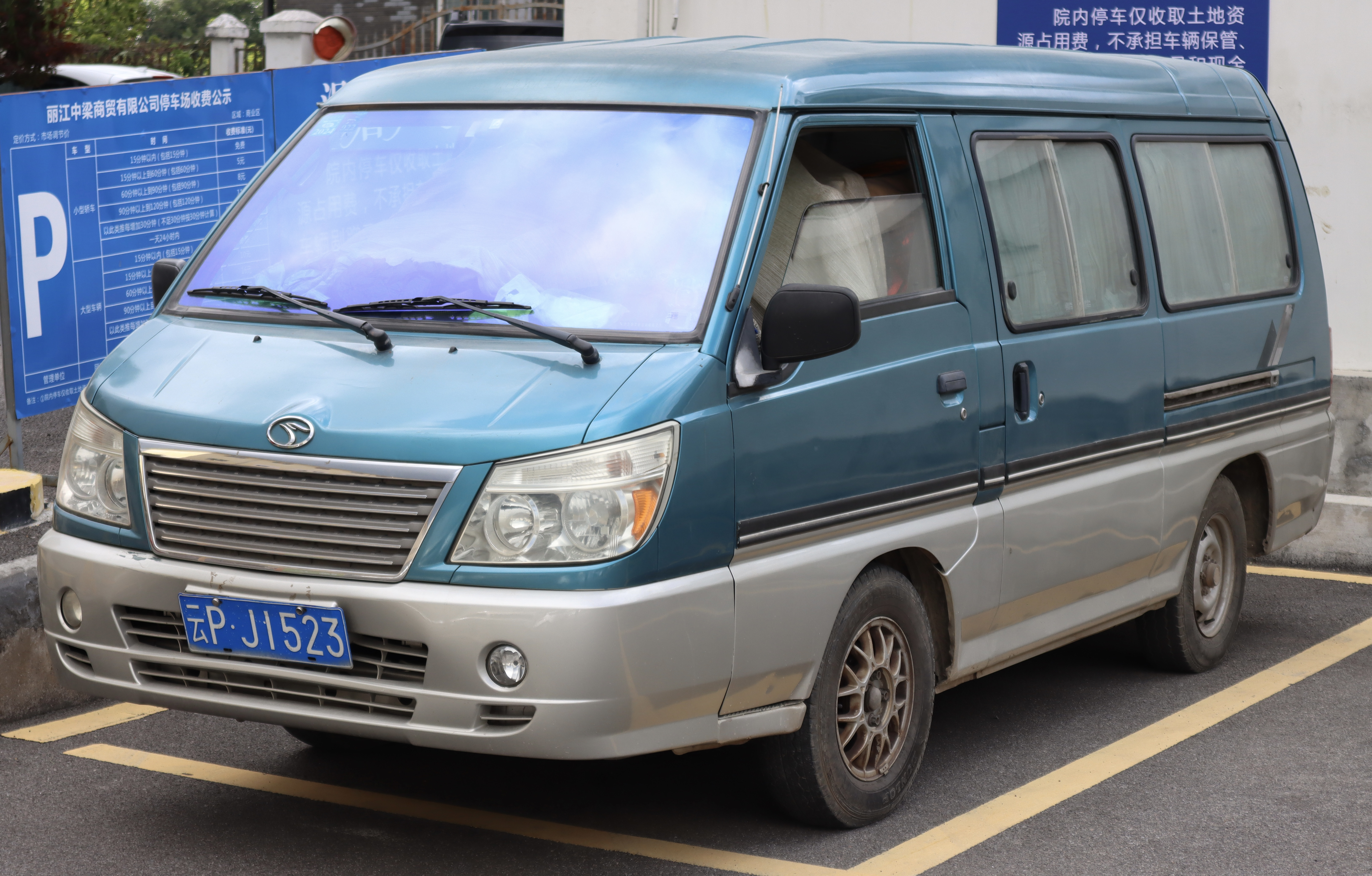
2010年小改款車頭
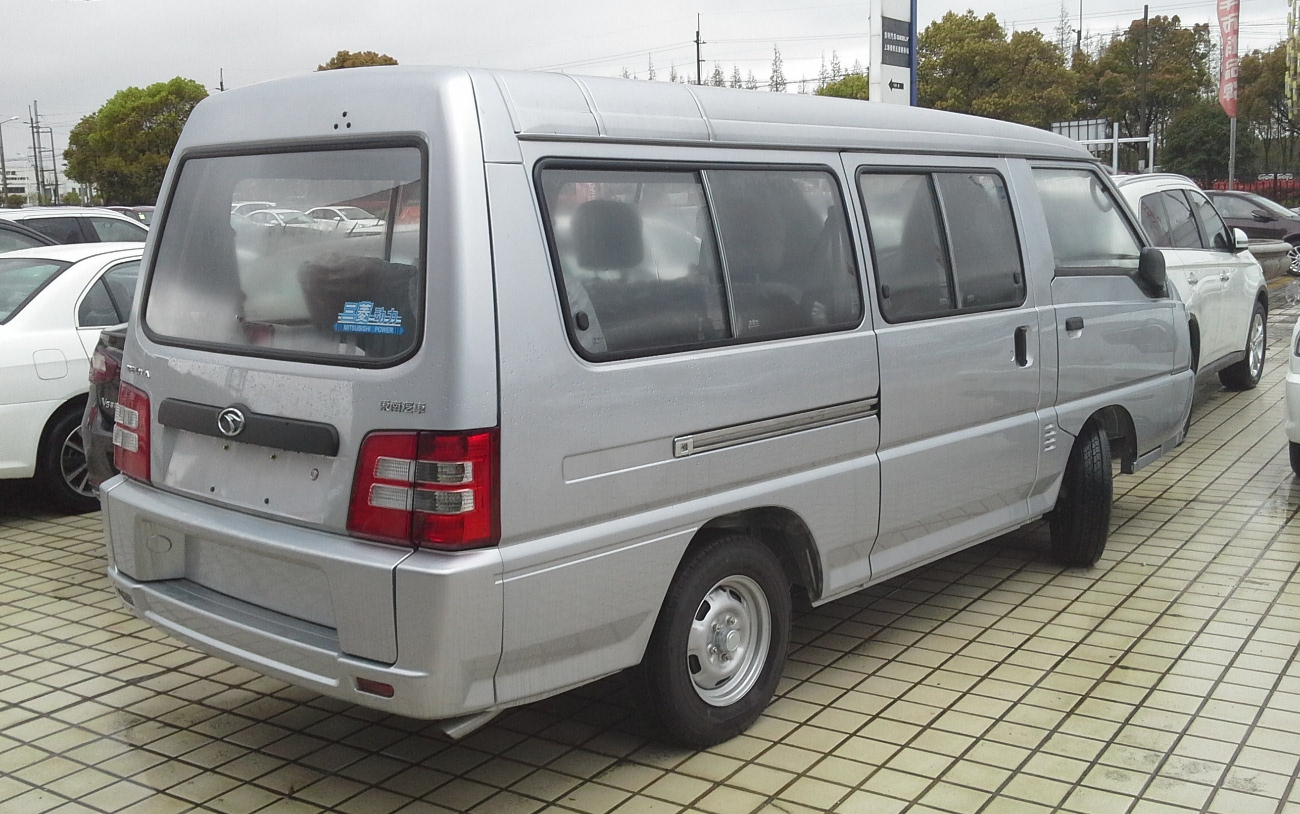
2010年小改款車尾

#### 韓國現代Grace / H-100
1986年 - 在原廠的授權許可之下，韓國現代汽車將第三代Delica在地國產化並於12月推出「現代Grace」，外銷版本則叫做「現代H-100」。和第二代三菱Delica Star Wagon一樣，頭燈是四顆方形之造型。
1993年 - 實行小改款，車頭燈修改成圓扁形，前後保桿也改得較為圓潤，車名改稱「現代New Grace」。動力心臟分成2.4L直列四缸SOHC 4G64型汽油引擎及2.5L直列四缸SOHC 4D56型渦輪增壓柴油引擎等二種，但是現代汽車把後者重新命名為D4BX型 / D4BA型，機械構造仍是三菱汽車的設計。
1996年與2002年分別實施第二、三次小改款，直到2003年年底正式停產。

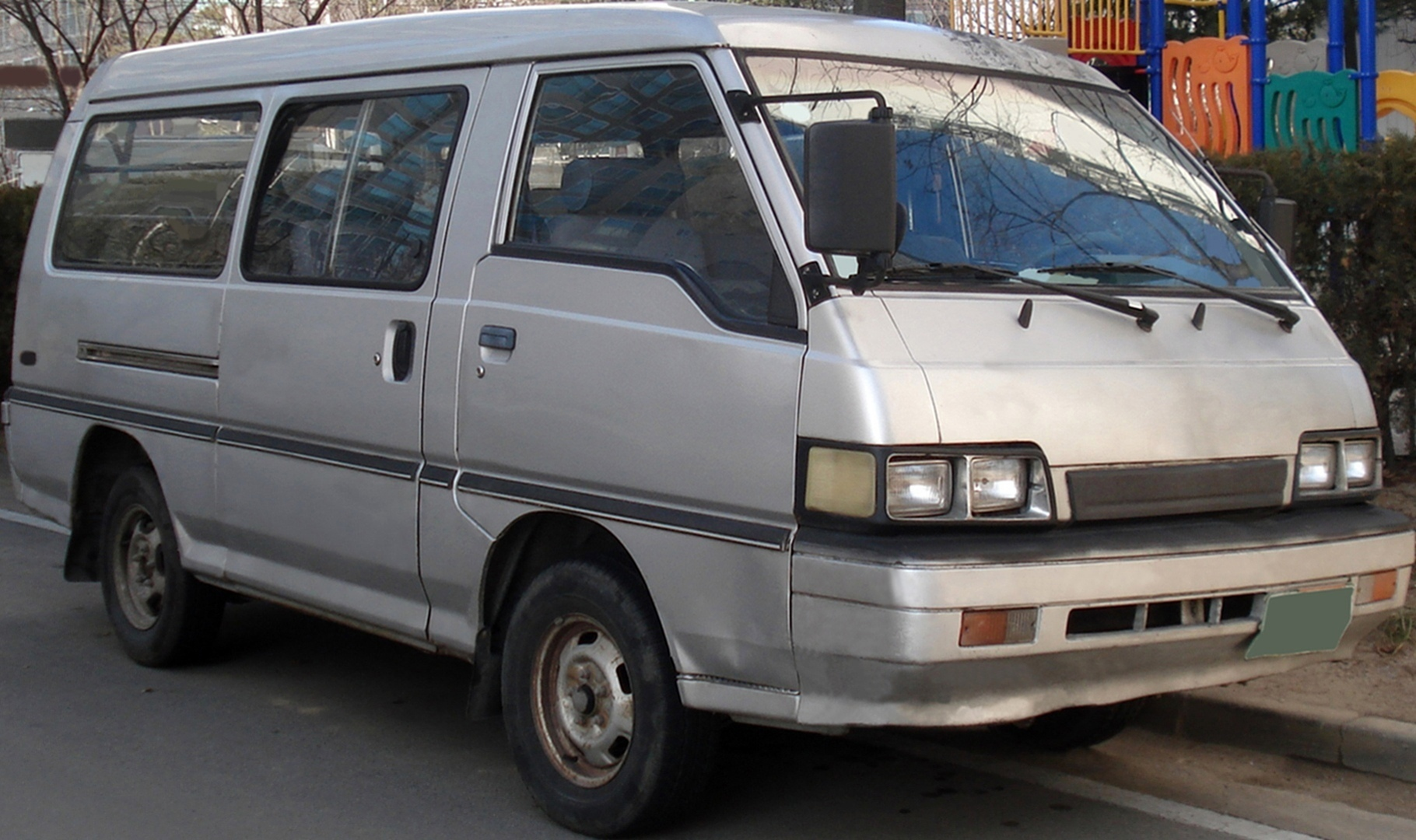
前期型車頭
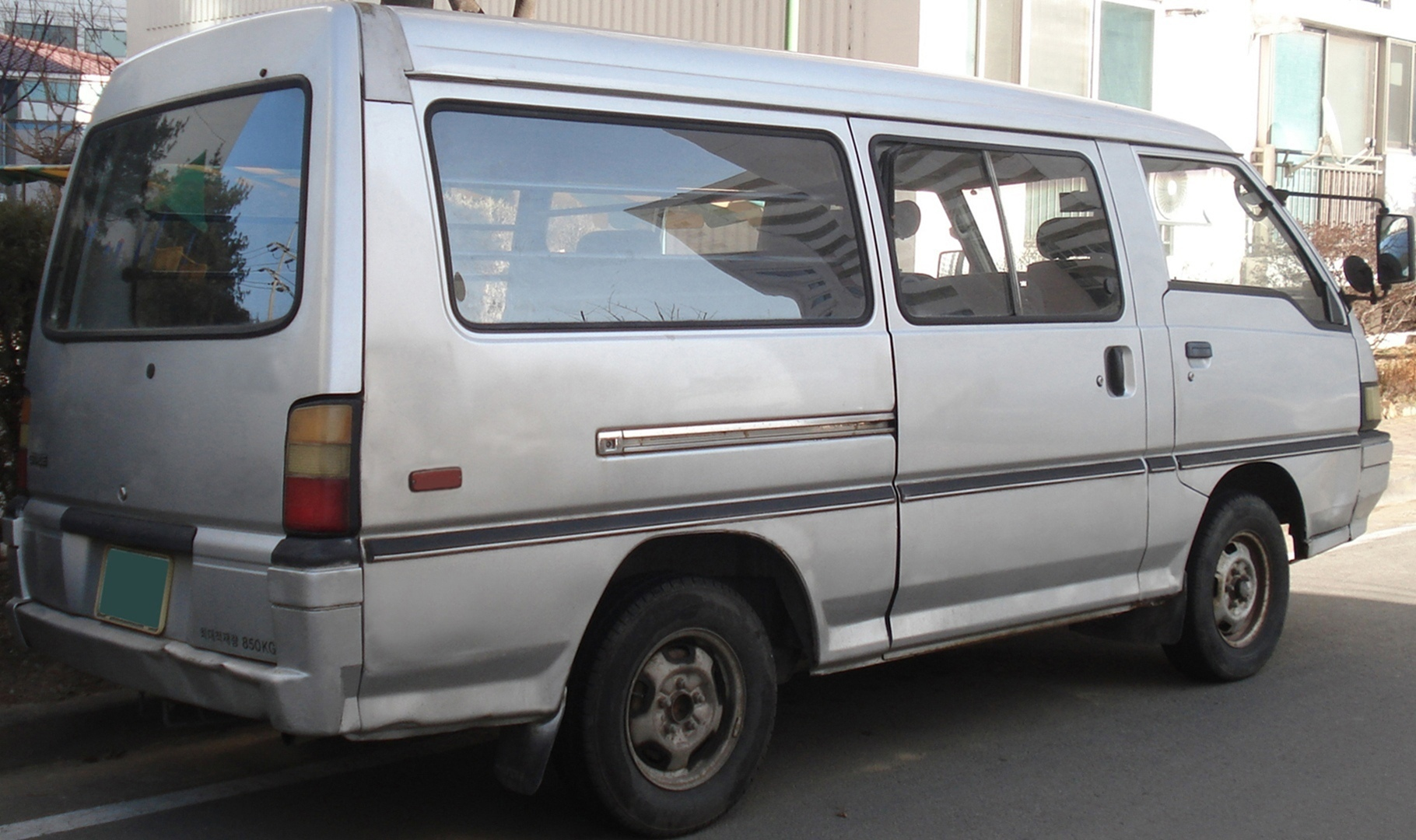
前期型車尾
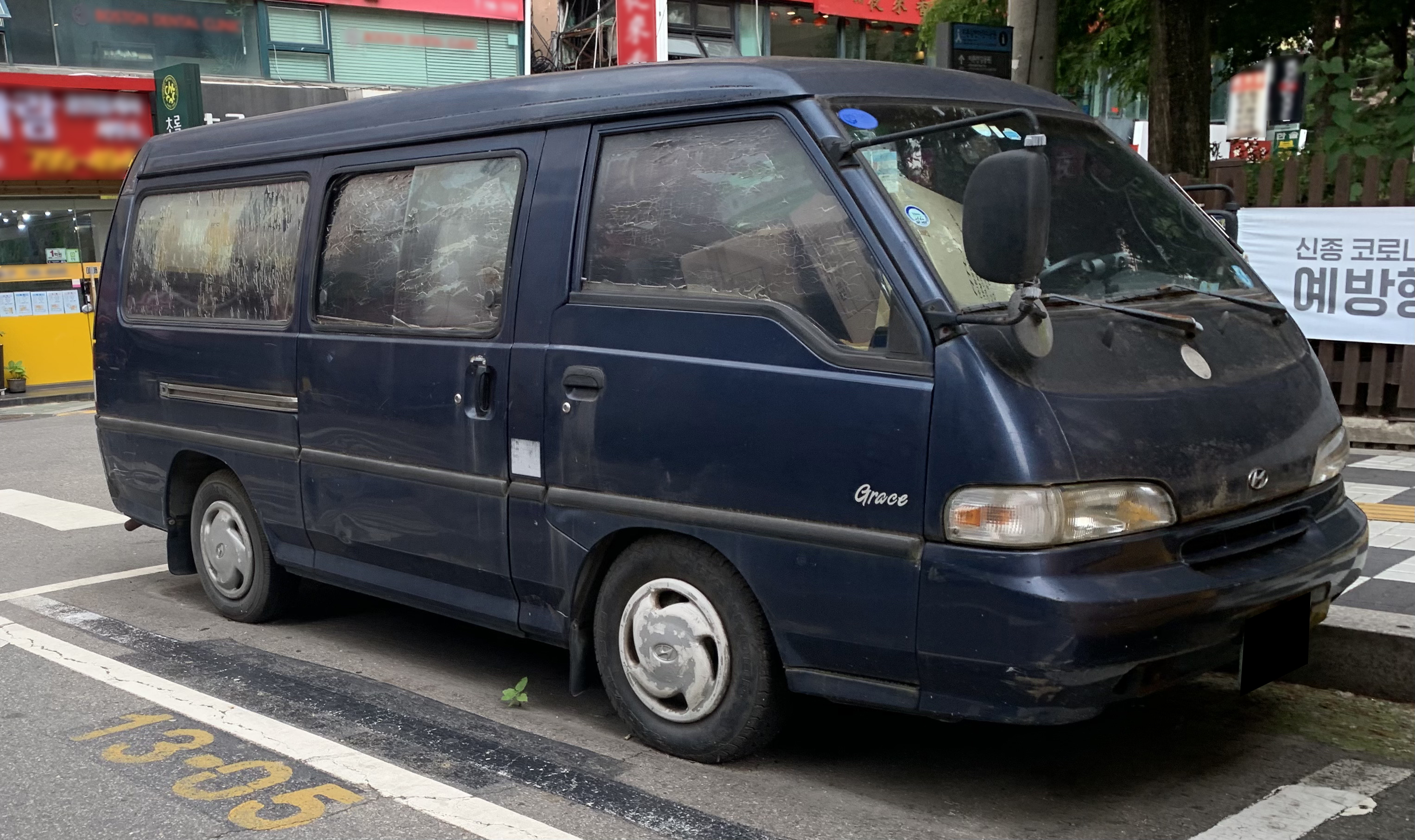
中期型車頭
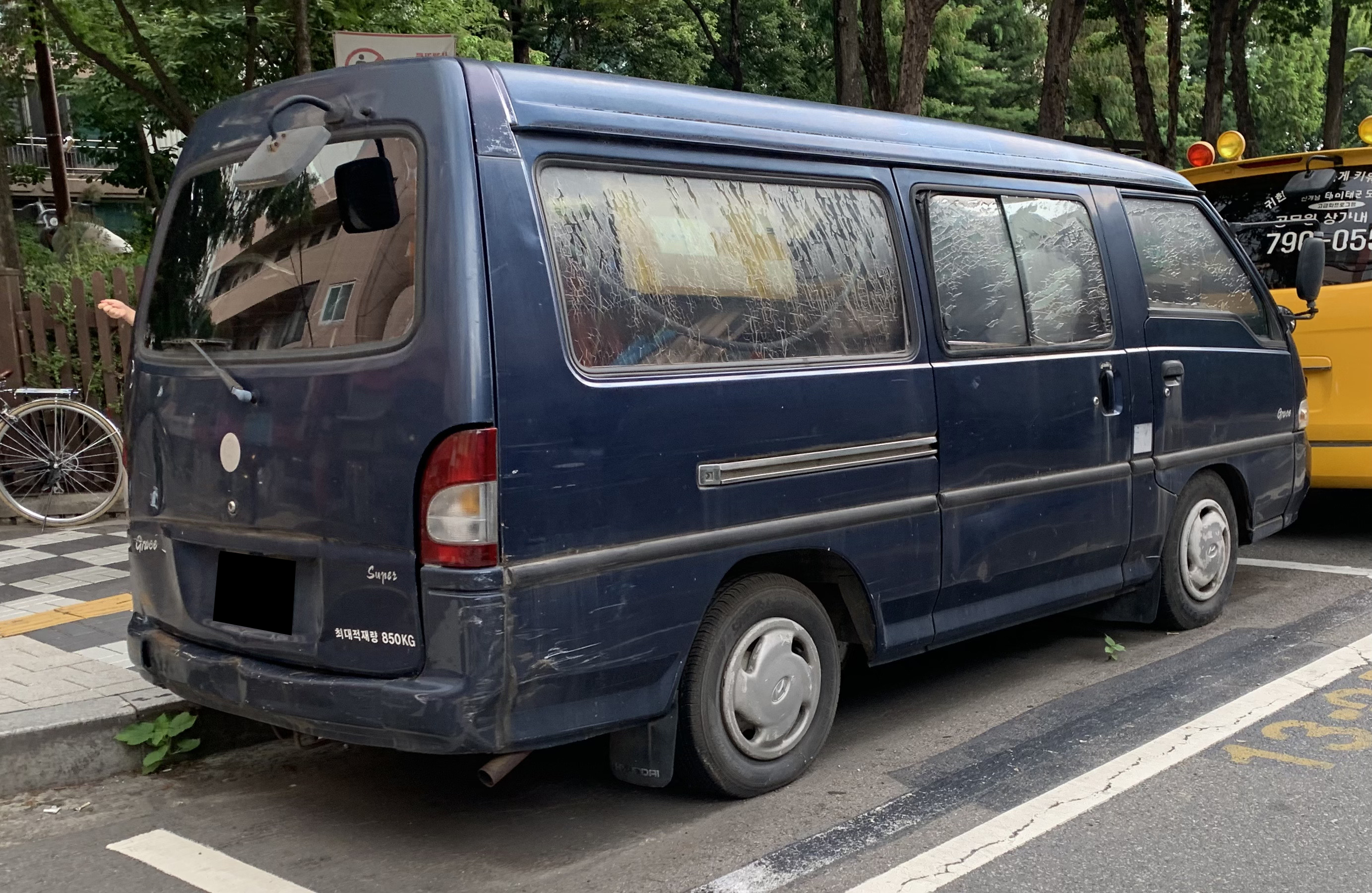
中期型車尾
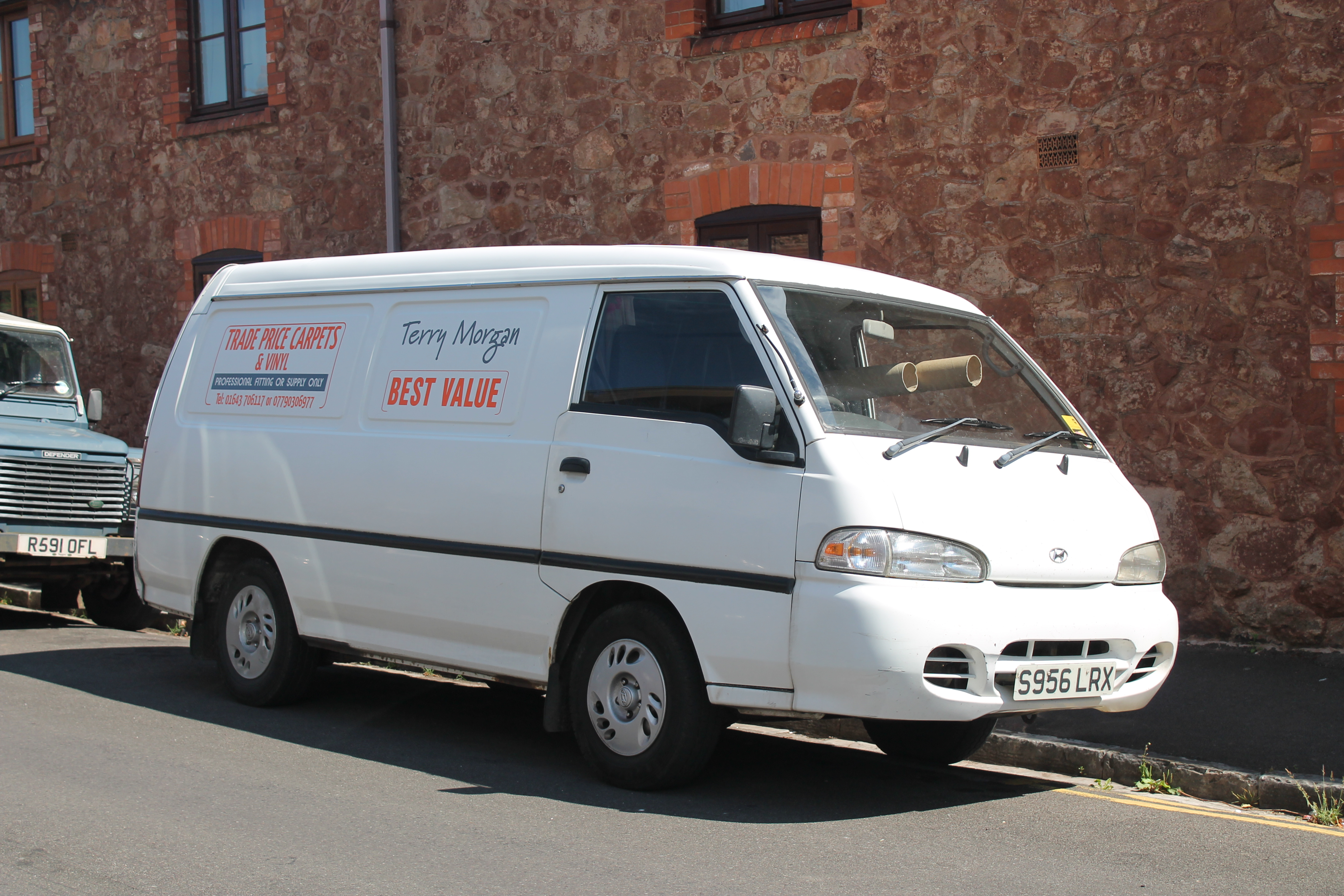
後期型車頭
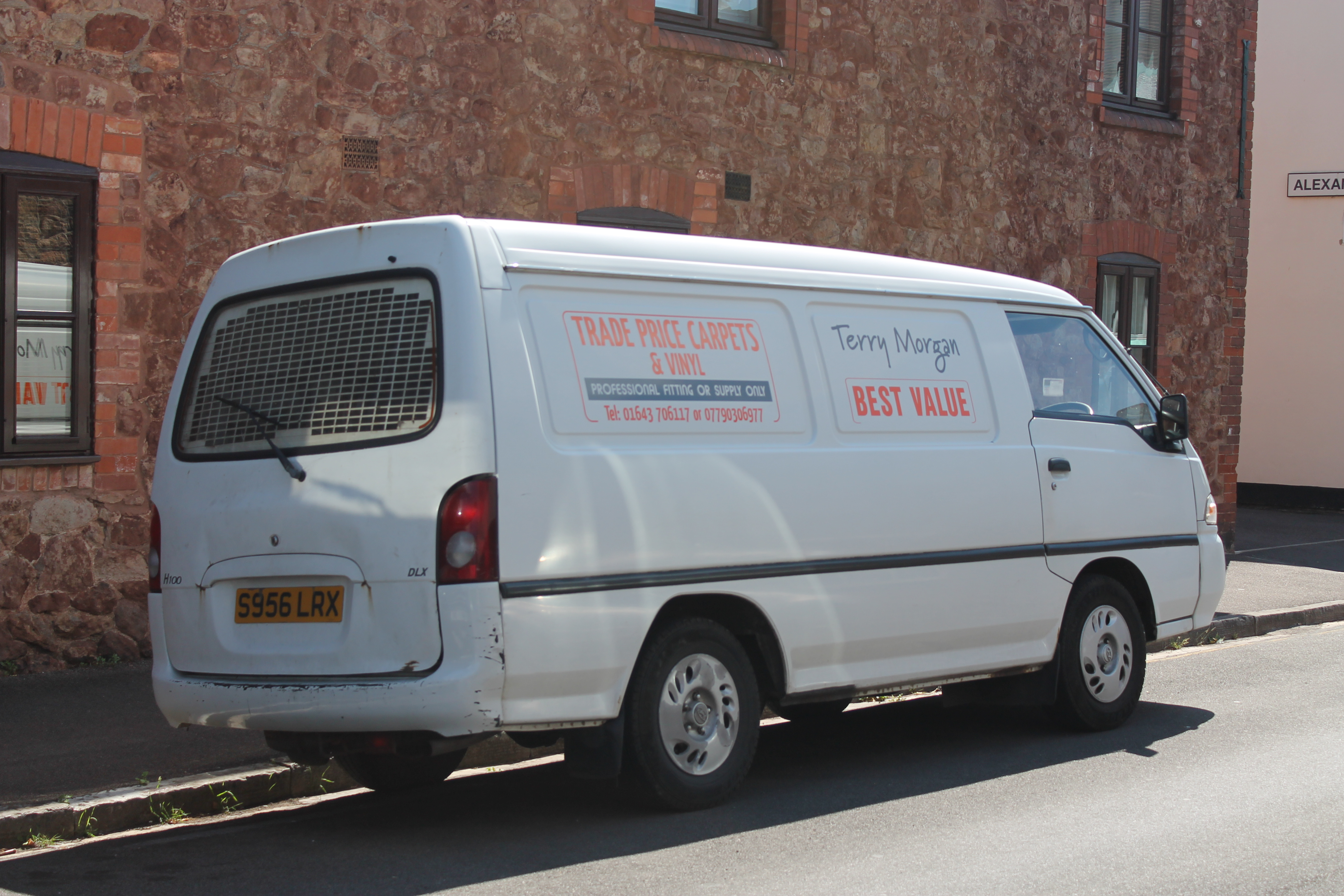
後期型車尾

### 第四代（1999年-2011年）
詳情請參照第四代馬自達Bongo。
1999年 - 11月1日以第四代馬自達Bongo更換廠徽銘牌而成的第四代Delica正式上市。該車款以馬自達SS和SE平台改良而來的SK平台做基礎，實際上只有車體前半部經過防撞安全設計的改款。由於多品牌策略失利導致馬自達的營運狀況惡化，開發預算也跟著緊縮，才會出現這種半吊子的「只改良前半段的大改款」。所以外觀和內裝雖然變化得更具現代風格，但事實上皆沿襲上一代Bongo的設計而來。動力採附有EGI電子控制燃料噴射裝置的1.8L直列四缸SOHC F8-E型引擎，最大馬力提升至90ps。
2003年 - 12月實行部分改良，重新調校1.8L直列四缸SOHC F8-E型引擎，使得最大馬力達95ps。
2010年 - 9月實施小改款，改搭載1.8L直列四缸DOHC L8-VE型引擎，提升動力性能與油耗表現；並且增加了助手席遮陽板、大型中央扶手、電動後照鏡等標準配備。
2011年 - 10月馬自達停止OEM供應。

### 第五代（2011年-2019年）
詳情請參照日產NV200。
2011年 - 以日產NV200貼牌生產的第五代Delica正式於10月6日發表，在此同時推出乘用車型三菱Delica D:3。四速自排版按用途分成商用載貨的「DX」、商旅雙用的「GX」等二種車型，五速手排版僅有「DX」一種車型。與日產NV200不同的是，助手席安全氣囊是標準配備，「GX」車型將尾門輔助帶、左右後門輔助握把、上下調節式頭枕、6/4分離座椅、ISOFIX兒童安全座椅扣件、緊急固定三點式安全帶等納入標配。有趣的是原廠並沒有替第五代Delica廂型車印刷產品目錄，而是在Delica D:3的目錄中提到此車款而已。
2012年 - 6月22日隨著日產NV200實施部分改良，因應新交通法規加強安全措施，尾門內側增加橫桿。
2014年 - 11月20日隨著日產NV200實施部分改良，「GX」車型之座椅改成黑色，並變更第二排座椅的設計，以致收納時容積長度延伸230mm，且仍維持雙色車身塗裝。
2016年 - 1月21日再度實行部分改良，全車系將車輛電源插座、第二排左右席緊急固定三點式安全帶及中央席二點式安全帶、左右後門輔助握把等納入標準配備。
2019年 - 4月日產停止OEM供應，自此三菱汽車完全退出日本小型商用車市場。

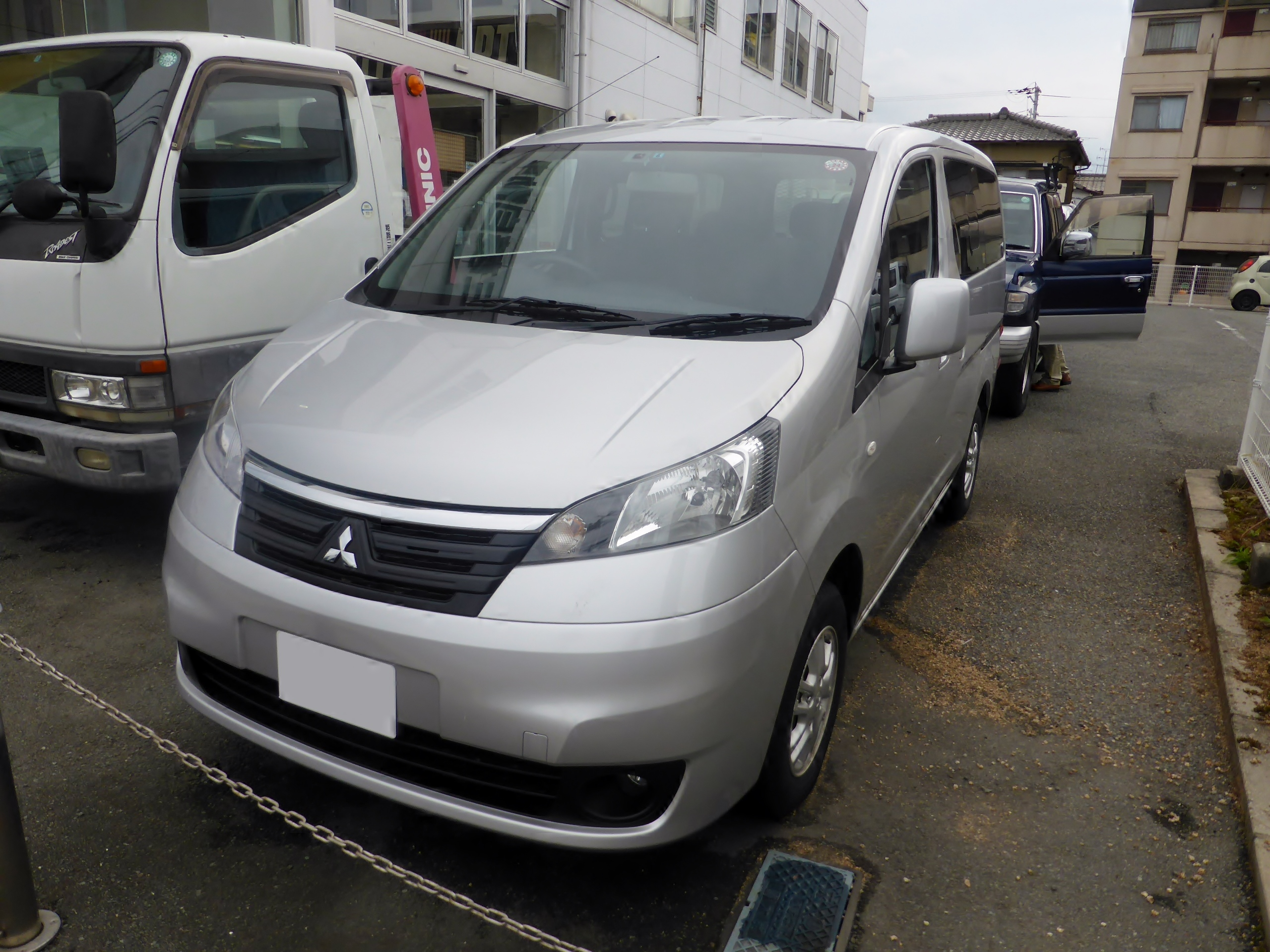

## 外部連結
- 臺灣官方網站 （页面存档备份，存于）
- （日語）日本特設網站 （页面存档备份，存于）
- （英文）菲律賓官方網站 （页面存档备份，存于）